# Rândunică roșcată
Rândunica roșcată (Cecropis daurica) este o pasăre migratoare insectivoră, din familia hirundinidelor, care cuibărește insular în sudul Europei, estul și sudul Asiei și Africa. Populațiile din sudul Europei și estul Asiei migrează și iernează în Africa sud-sahariană sau în sudul Asiei. Populațiile din Africa și sudul Asiei sunt sedentare (nu migrează). Cuibărește în regiuni deschise, preferabil stâncoase, în regiuni montane sau situate de-a lungul coastelor abrupte, uneori în cavități ale ruinelor, sub poduri, mai ales construite din beton, în cariere părăsite etc.
Sunt recunoscute 14 subspecii. În România cuibărește subspecia Cecropis daurica rufula în Dobrogea, în munții Retezat, Parâng, Apuseni, în Clisura Dunării și munții Cernei. Populația cuibăritoare din România este mică și numără între 500-1.500 de perechi cuibăritoare. Recent pe 11 mai 2019 a fost observat un exemplar al acestei specii și în Republica Moldova lângă lacul de la Horești, raionul Ialoveni.
Are o lungime de 16-17 cm și o greutate 19-29 g. Longevitatea maximă este de 8-9 ani. Sexele sunt asemănătoare după culoarea penajului, dar femela are coada mai scurtă decât masculul. Se recunoaște după coloritul distinctiv al penajului. Subspecia nominată (Cecropis daurica daurica) are creștetul și spatele albastru-închise, spatele este separat de cap de un guler cervical incomplet castaniu (brun-roșcat), târtița  este castanie (brun-roșcată) cu dungi (striații) fine de culoare închisă. Aripile și coada sunt negricioasă cu un oarecare luciu, rectricele laterale ale cozii (filetele cozii) sunt alungite. Părțile inferioare brun-gălbui, cu striații lungi intunecate, penele subcodale negre. Tectricele subalare brun-gălbui cremoase. Subspecia rufula are părțile inferioare brun-roșcat deschise, striații înguste și un guler complet. Seamănă cu rândunica, dar pieptul roșcat are ușoare striații longitudinale; târtița și dosul gâtului sunt cărămizii (brun-roșcate), subcodalele negre (albe la rândunică).
Hrana este formată aproape exclusiv din insecte zburătoare, pe care le prinde executând zboruri foarte agile, formate din alunecări în aer, cu aripile întinse. În România sosește în aprilie-mai, în funcție de condițiile climatice ale anului respectiv. Cele mai multe perechi cuibăresc în mod izolat, însă uneori în mici colonii de câteva cuiburi. Cuibul este construit de ambele sexe din noroi și ceva vegetație, fiind lipit de un suport sub acoperișuri, pereți de case, în carierele părăsite, în ruine, sub poduri sau în fisuri și în grote sau surplombe de stânci. Cuibul este complet închis și prezintă un gât (tunel) ce servește ca intrare. Interiorul cuibului este căptușit cu diferite resturi vegetale fine, pene sau păr de animal, de obicei, lână. În anii favorabili poate scoate două serii de pui. Ponta este formată din 4, rareori 5 sau 6 ouă, iar a 2-a pontă din 3 și uneori chiar 4 ouă. Ouăle sunt lunguiețe și subeliptice, fiind strălucitoare și de obicei albe, numai rareori sunt ușor prevăzute cu puncte maronii roșiatice. Incubația este asigurată de ambele sexe și durează 14-15 zile. Puii sunt hrăniți de ambii părinți timp de 23-25 de zile, apoi părăsesc cuibul însă numai după încă 4-5 zile devin complet independenți nemaiutilizând cuibul pentru culcare și nici nu mai sunt hrăniți de părinți. Adesea rămân în compania părinților până ce aceștia încep al 2-lea cuibărit.

## Denumirea
Denumirea latină Cecropis a genului a fost dată de Friedrich Boie, entomolog, herpetolog, ornitolog și avocat german și provine din cuvântul grec Kekropis (Κεκροπις) = femeie ateneană, probabil inspirat din mitologia greacă în care Filomela a fost transformată de zei într-o rândunică pentru a fi salvată de Tereus. Denumirea latină a speciei daurica provine din cuvântul latin dauricus (dauricus), derivat din Dauria, o regiune în sud-estul Siberiei (derivat din dauri sau dauuri - un trib nomadic mongol care a locuit în această regiune) deoarece subspecia daurica este întâlnită în această regiune. Denumirea latină a subspeciei rufula provine din cuvântul latin rufulus (rufus) = roșcat, deoarece rândunica roșcată are târtița și ceafă roșcate.
Denumirea română de rândunica roșcată arată că această rândunica are un colorit roșcat pe târtița și ceafă.

## Taxonomie, subspecii și arealul
Rândunică roșcată a fost descrisă sub denumirea științifică Hirundo daurica în 1769 în Muntele Șarpelui (Schlangen), lângă Zmeinogorsk, Altai, Rusia, de Erik Gustavovich Laxmann, cleric finlandezo-suedez, explorator și om de știință.

### Subspecii și distribuție
Specia are un areal vast în sudul Europei, Asia și Africa. Patrusprezece subspecii sunt recunoscute în prezent. Taxonomia este confuză. Rândunică ceiloneză (Cecropis  hyperythra) a fost considerată în trecut de obicei conspecifică (din aceeași specie) cu rândunică roșcată (Cecropis daurica) și inclusă în ea ca o subspecie Hirundo daurica hyperythra.
- Cecropis daurica rufula (Temminck, 1835) - rândunica roșcată vestică - cuibărește în sud-vestul și sudul Europei (Peninsula Iberică, țările mediteraneene), Balcani și nordul Africii, spre est până în sudul Asiei Mici, Levant (la sud până în Israel), Peninsula Arabică, nordul Somaliei, vestul și sudul Iranului, Pakistan, nord-vestul Indiei și Tian-Șan. Iernează în Africa și sud-vestul Asiei.

În Europa cuibărește în Albania, Bosnia și Herțegovina, Bulgaria, Croația, Cipru, Franța, Gibraltar, Grecia, Italia, Macedonia, Muntenegru, Portugalia, România, Serbia, Slovenia, Spania, Turcia. Apariții accidentale au fost înregistrate în timpul vagabondajului în Austria, Belgia, Finlanda, Germania, Islanda, Irlanda, Luxemburg, Republica Moldova, Olanda, Norvegia, Polonia, Suedia, Elveția, Marea Britanie, Ucraina (Crimeea), Ungaria.
Subspecia propusă Cecropis daurica scullii Seebohm, 1883 din munții din Asia Centrală, Gilgit, Cașmir, Afganistan, Belucistan este sinonimizată cu subspecia Cecropis daurica rufula.
- Cecropis daurica nipalensis (Hodgson, 1837) - cuibărește în Himalaia, la est până în sud-estul Xizangului (Tibetului) și nordul Birmaniei (Myanmarului). Iernează în India.

- Cecropis daurica erythropygia (Sykes, 1832) - cuibărește în India din Punjab spre est până în Bengalul de Vest și în sudul Indiei. Iernează în sudul Indiei și Sri Lanka.

- Cecropis daurica daurica (Laxmann, 1769)  - subspecia nominată - rândunică roșcată asiatică - cuibărește în nord-estul Kazahstanului, la est până în sud-estul Rusiei (vestul Priamuriei) și nordul Mongoliei Interioare, la sud până în sud-centrul Chinei (spre sud până în nordul Yunnanului). Iernează în sudul și sud-estul Asiei. Limitele dintre subspeciile daurica și japonica sunt totuși neclare.

Subspecia propusă Cecropis daurica gephyra (din vestul Mongoliei Interioare, spre sud până în estul Tibetului și Sichuan), probabil este identică cu subspecia nominată, Cecropis daurica daurica.
- Cecropis daurica japonica (Temminck & Schlegel, 1845) - cuibărește în estul Priamuriei, nord-estul, estul și sudul Chinei, Coreea și Japonia. Iernează în sud-estul Asiei, la sud până în nordul Australiei.

- Cecropis daurica mayri (B. P. Hall, 1953) - cuibărește în nord-estul Bangladeșului, nord-estul Indiei, nordul Birmaniei (Myanmarului) și sudul Chinei (în sud-vestul Yunnanului). Iernează în nordul, estul și sudul Birmaniei, nord-vestul Tailandei și Vietnam (estul Tonkinului, centrul Annamului).

- Cecropis daurica stanfordi (Mayr, 1941) - cuibărește în nordul, estul și sudul Birmaniei (Myanmarului), nord-vestul și nord-estul Tailandei, Laos, Cambodgia și Vietnam (în centrul și sudul Annamului și în Cochinchina).

- Cecropis daurica vernayi (Kinnear, 1924) - cuibărește în sudul Birmaniei (în nordul Tenasserimului) și vestul Tailandei.

- Cecropis daurica striolata (Schlegel, 1844)  - rândunică striată - cuibărește în Taiwan, Filipine, insulele Sondele Mari și Sondele Mici, la est până în Wetar și Timor.

Subspecia striolata a fost considerată ca o specie separată (care includea și subspeciile mayri, stanfordi și vernayi), dar diferențele morfologice dintre subspeciile japonica și mayri sunt foarte mici, și nu au fost identificate deosebiri în vocile lor într-un studiu recent, iar dovezile genetice indică o legatură mai apropiată între striolata și domicella decât între domicella și rufula.
- Cecropis daurica badia Cassin, 1853 - rândunică cu abdomenul brun-roșcat - cuibărește în Peninsula Malacca.

Subspecia badia a fost considerată în ultimii ani ca specie distinctă, dar argumentul se bazează pe coloritul penajului și ignoră regula lui Bergmann; în realitate există la nord un taxon (subspecia stanfordi) cu o lungime egală a aripilor și unul cu aripi mai mici la sud (subspecia striolata); în plus, arealul  subspeciei badia este circumscris în mod curios de arealul  altor subspecii, și acest caz merită să fie studiat.
- Cecropis daurica domicella (Heuglin, 1869)  - cuibărește în Africa din Senegambia și Guineea spre est până în sud-vestul Sudanului, vestul și sudul Sudanului de Sud și sud-vestul Etiopiei.

- Cecropis daurica melanocrissus Rüppell, 1845  - rândunică roșcată africană - cuibărește în ținuturile muntoase din Etiopia și Eritreea.

- Cecropis daurica kumboensis (Bannerman, 1923) - cuibărește în Sierra Leone (platoul Birwa) și vestul Camerunului (platoul Bamenda).

Subspecia propusă Cecropis daurica disjuncta (din platoul Birwa, Sierra Leone) este probabil identică cu subspecia Cecropis daurica kumboensis.
- Cecropis daurica emini (Reichenow, 1892)  - cuibărește în sud-estul Sudanului de Sud, Uganda și centrul Keniei, spre sud până în nordul Zambiei și Malawi.

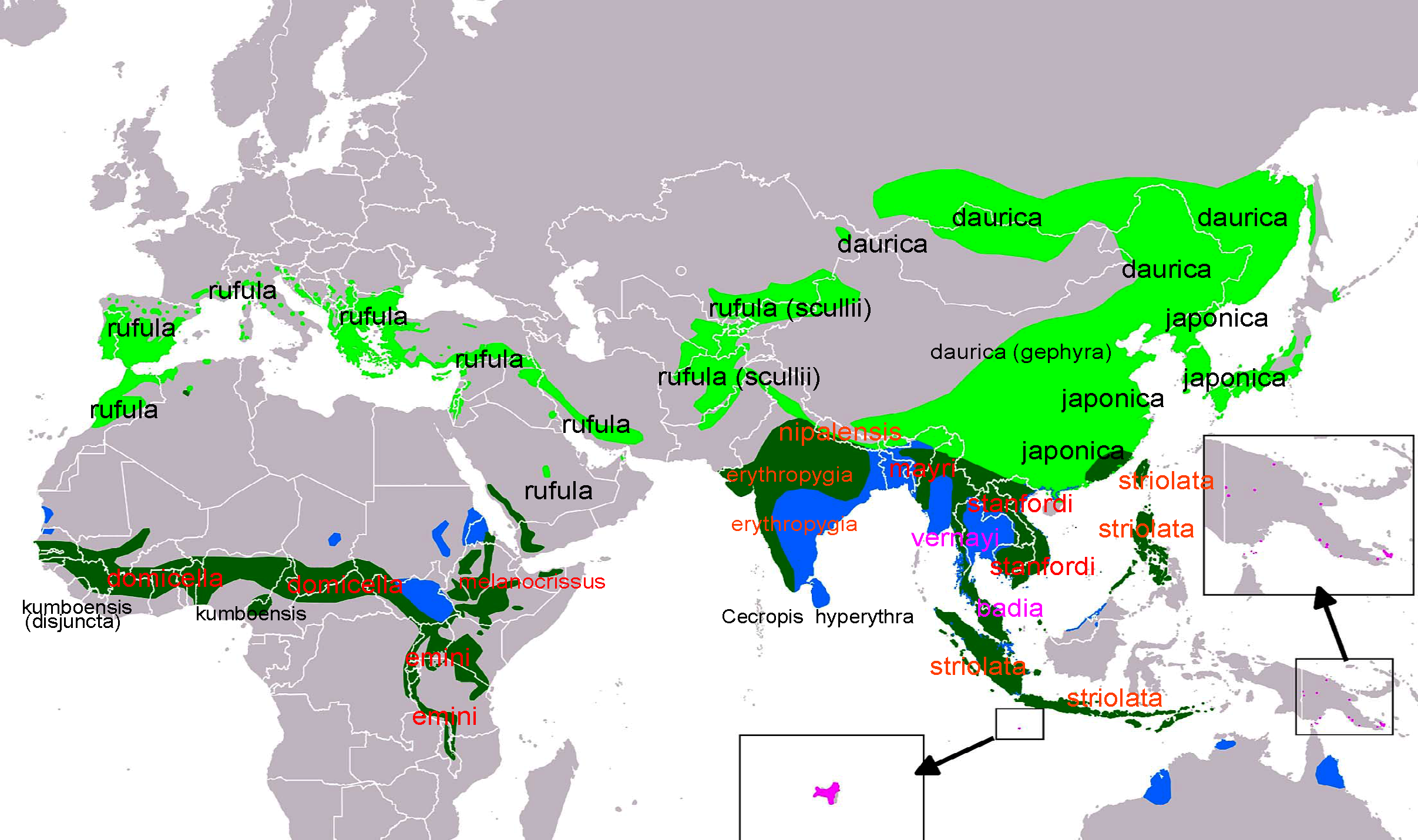
Subspeciile rândunicii roșcate.

## Prezența în România și Republica Moldova
În România rândunica roșcata cuibărește în zona Dobrogea, în munții Retezat, Parâng, Apuseni, în Clisura Dunării și munții Cernei.
Rândunica roșcata a fost observată pentru prima dată în România de R. Drost pe Insula Șerpilor din Marea Neagră, la 30 aprilie 1928, când a văzut un exemplar împreună cu rândunicile ce poposeau pe insulă, zburând de mai multe ori de-a-lungul malului stâncos, abrupt.
D. Radu a colectat primele 2 exemplare doveditoare ale rândunicii roșcate în sudul Dobrogei în anul 1975. A început să cuibărească în sudul Dobrogei și și-a extins arealul în sud-vestul României. Această specie și-a continuat expansiunea în defileu Dunării, și în Banat.
Pe 11 mai 2019 Ion Grosu și Gheorghe Ticu au observat un exemplar al rândunicii roșcate în Republica Moldova lângă lacul de la Horești, raionul Ialoveni.

## Identificarea pe teren

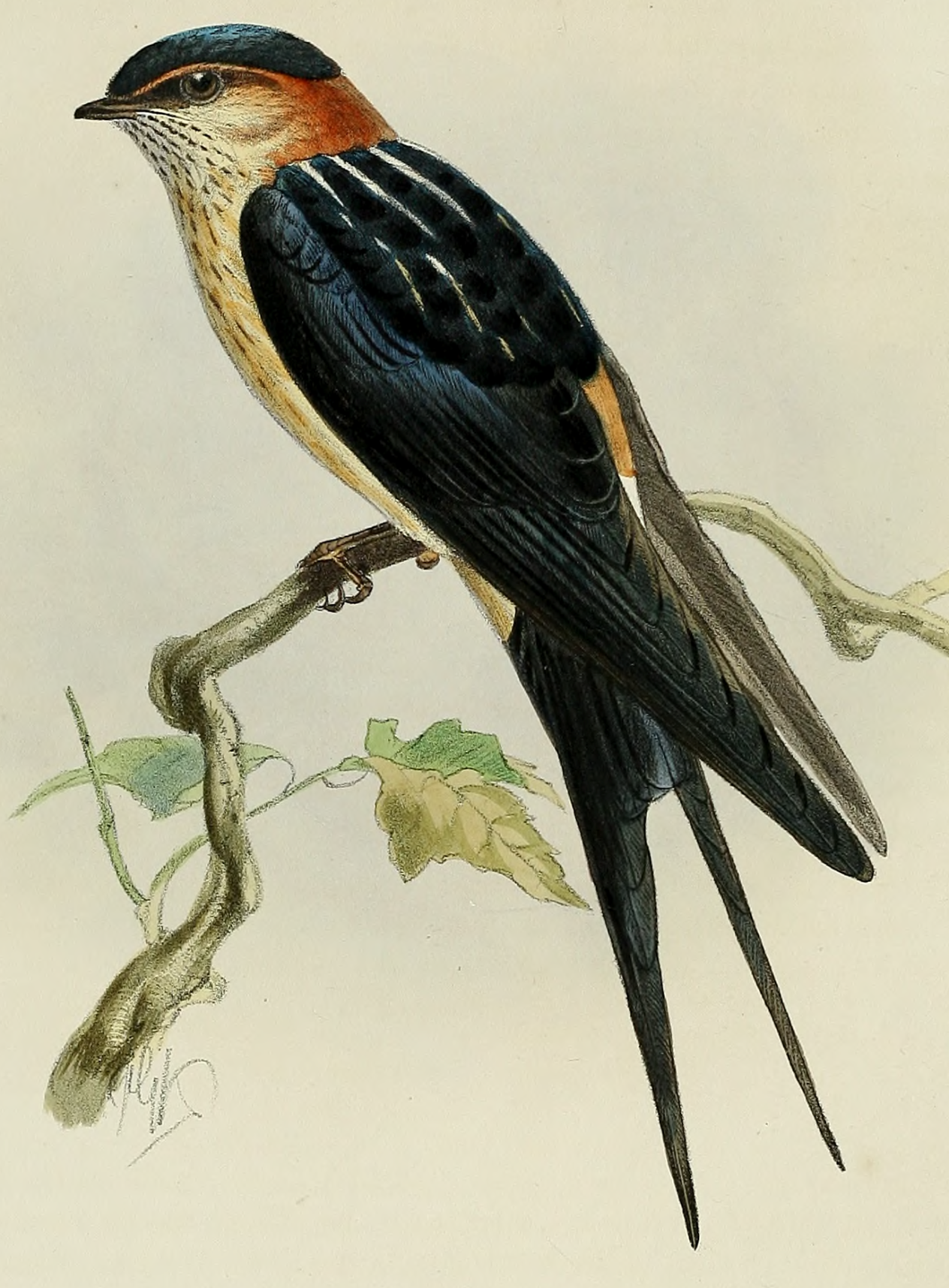
Rândunica roșcată (Cecropis daurica, supspecia rufula) după Dresser.

Rândunica roșcată este foarte asemănătoare după talie, siluetă, aripile ascuțite și filetele codale lungi, ascuțite, cu rândunica  obișnuită (Hirundo rustica), dar are zborul întrucâtva asemănător cu al lăstunului de casă (Delichon urbicum), cu bătăi sacadate de aripi și planări lente frecvente cu aripile întinse, nu atât de rapid ca zborul cu bătăi active de aripi al rândunicii obișnuite. Ca și alte specii de rândunici, îi place să stea pe firele telegrafice.
Rândunică roșcată, așa cum sugerează și numele său, are târtița și gulerul cervical de pe ceafă roșcate. Spre deosebire de rândunica obișnuită, rândunica roșcată are târtița ocru-roșcată sau roșu-ruginie, care poate părea de aproape bicoloră, deoarece partea posterioară a ei este adesea mai deschisă, uneori albicioasă, în timp ce partea anterioară este predominant roșu-ruginie. Din această cauză, târtița poate părea albă de la distanță ca și la lăstunul de casă, dar este mai albă la juvenili.
Obrajii sunt de asemenea roșu-ruginii, și această culoare înconjoară creștetul negru-albăstrui și se unește îngust pe partea dorsală a gâtului, formând un guler cervical brun-ruginiu (roșu-ruginiu) îngust pe ceafă (gulerul brun-roșcat nu este la fel de ușor de văzut pe teren ca și târtița). Laturile capului sunt deschise, nu negru-albăstrui.
O trăsătură distinctivă utilă pe teren văzută de jos când pasărea zboară sunt tectricele subcodale negre ca smoala (albe la rândunica obișnuită), de formă pătrată,  care separă coada de corp. Și în comparație cu rândunică obișnuită, îi lipsesc ferestrele albe de la baza cozii, coada fiind uniform întunecată.
Gâtlejul și pieptul ca și restul părților inferioare sunt deschise, ocru-ruginii sau ocru-albicioase, cu striații longitudinale înguste, foarte discrete, abia perceptibile (vizibile doar de aproape).
Creștetul, mantaua și tectricele supraalare mediale sunt lucioase, negru-albăstrui, dar restul feței superioară a aripii este neagră nelucioasă (rândunica obișnuită are un oarecare luciu albăstriu și pe tectricele supraalare și pe remigele aripilor). Coada este negricioasă (negru-brunie).

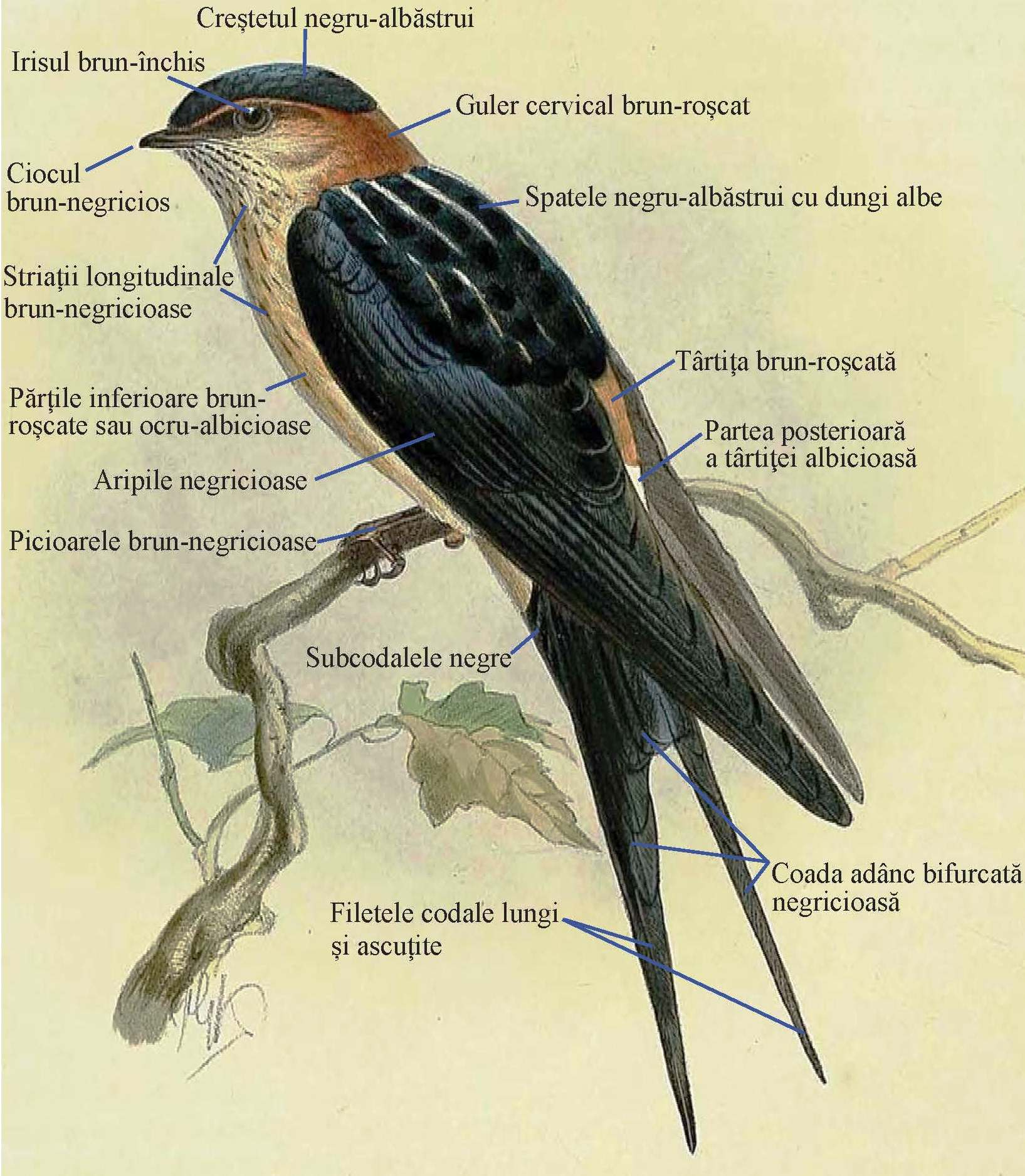
Rândunica roșcată după Dresser (1871-1881)

## Descrierea (subspecia rufula)

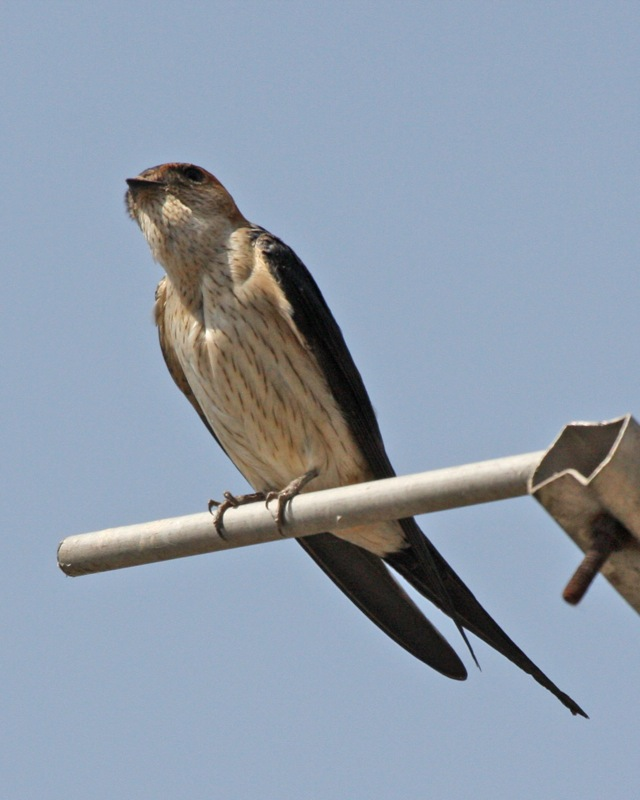
Rândunica roșcată văzută de dedesubt în Nepal

Rândunica roșcată este o hirundinidă de talie mijlocie. Are o lungime de 16-17 cm și o greutate 19-29 g.
Se recunoaște după coloritul distinctiv al penajului. Are creștetul, mantaua și spatele de culoare neagră-albăstruie cu un luciu metalic, gulerul și târtița castanii (brun-roșcate) sau roșu-ruginiu, penele subcodale negre și părțile inferioare ocru (brun-gălbui) cu striații înguste pe axele penelor. Se poate distinge de alte rândunici asemănătoare prin gulerul și târtița brun-roșcate și prin absența unei dungi pe piept sau a gâtlejului brun-roșcat. Diferă de alte rândunici africane cu târtița roșie prin absența completă a petelor albe pe coadă.
Sexele sunt asemănătoare și nu se pot diferenția după penaj, dar femelele au aripile și rectricele laterale ale cozii (filetele codale) mai scurte.

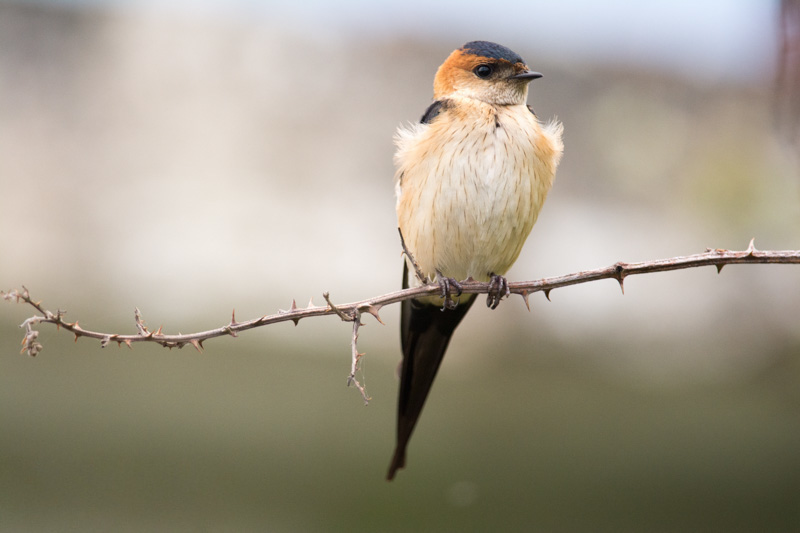
Rândunica roșcată pe o creangă

Subspecia rufula are fruntea, creștetul, mantaua, spatele, scapularele și tectricele supraalare mediale au o culoare neagră-albăstruie cu un luciu metalic albăstrui. Mantaua și scapularele mediale au pete alb-gălbui deschise sau alb-murdare, penele lor fiind albicioase la bază, iar această culoare se vedea pe alocuri și este mai vizibile în penajul uzat.
Creștetul și spatele negre-albăstrui sunt separate pe ceafă de un guler cervical (bandă cervicală) îngust, castaniu (brun-roșcat) sau roșu-ruginiu, care se extinde pe părțile laterale ale capului; această culoare înconjoară creștetul negru-albăstrui și se unește îngust pe partea dorsală a gâtului. Gulerul de pe gât este complet (neîntrerupt la mijlocul cefei) la aproape toate păsările. Gulerul brun-roșcat nu este la fel de ușor de văzut pe teren ca și târtița brun-roșcată.
Sprânceana, lorul (lorum), obrazul și regiunea auriculară sunt castanii (brun-roșcate) sau roșu-ruginii, ușor pătate cu brun-cenușiu. Laturile capului sunt mai deschise.

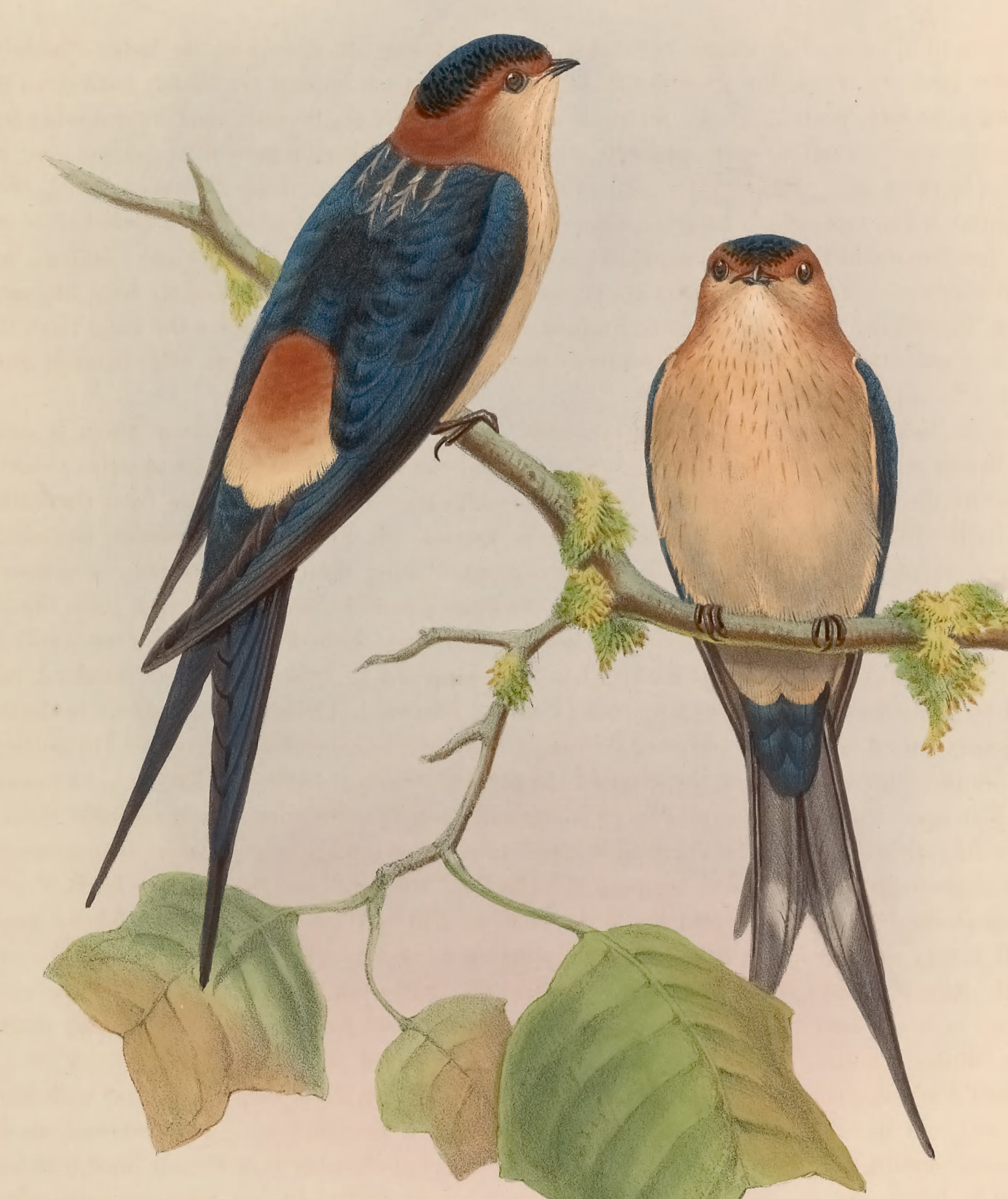
Rândunica roșcată după John Gould.

Târtița este ocru-roșcată sau roșu-ruginie sau castanie (brun-roșcată), care poate părea bicoloră de aproape, deoarece partea posterioară a ei și porțiunea superioară a tectricelor supracodale sunt adesea mai deschise, uneori albicioase, în timp ce partea anterioară este predominant ruginie. Din această cauză, târtița poate părea mai albă de la distanță, ca și la lăstunul de casă (Delichon urbicum), decât este în realitate (dar este mai albă la juvenili). Târtița este ușor striată cu striații fine de culoare închisă. Tectricele supracodale mai lungi sunt negre cu un luciu albastru metalic. Tectricele supracaudale mai scurte (porțiunea superioară a tectricelor supracodale) este ocru-deschisă, uneori albicioasă. Târtița și supracaudalele devin deschise cu uzura lor.
Părțile inferioare de la bărbie până la tectricele subcodale sunt uniform brun-roșcat (ocru-ruginii) deschise sau ocru-albicioase cu striații longitudinale lungi, brun-negricioase, foarte subțiri și foarte discrete, abia perceptibile, vizibile doar de aproape; aceste striații sunt adesea concentrate pe piept și gâtlej, dar treptat devin rudimentare pe partea inferioară a abdomenului. Striațiile sunt formate de părțile centrale ale penelor părților inferioare. Gâtlejul ceva mai deschis, pălind cu uzură. Câteva pene de pe laturile pieptului au centrele negre. Flancurile sunt ocru-scorțișorii deschise.
Tectricele subalare și axilare sunt ocru (brun-gălbui) sau ocru-roz, ocru crem, la fel ca și abdomenul. Tectricele subcodale sunt tivite lat pe vârfuri cu negru lucios, cu o nuanță intensă albastră, dar au bazele ocru. Datorită vârfurilor negre subcodalele, văzută de jos când pasărea zboară, sunt negre ca smoala (albe la rândunica obișnuită) cu un luciu albăstrui metalic, subcodalele au o formă pătrată,  care separă coada de corp. Subcodalele negre sunt o trăsătură distinctivă utilă pe teren.

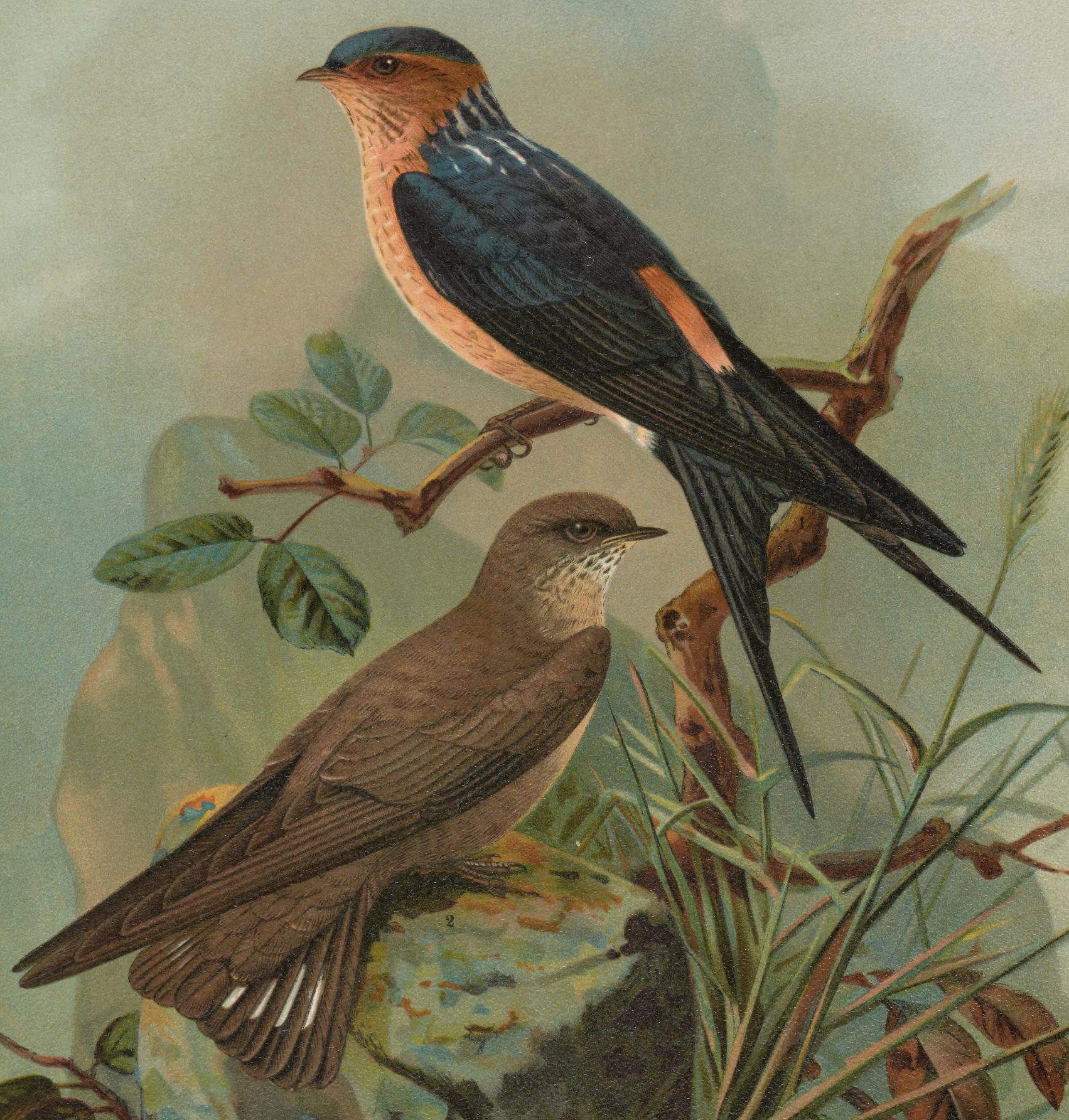
Rândunica roșcată după Naumann. 1. (sus) Rândunica roșcată (Cecropis daurica, supspecia rufula); 2. (jos) Lăstunul de stâncă (Ptyonoprogne rupestris).

Aripile sunt ascuțite și negricioase. Tectricele supraalare, mai ales cele mediale și mici, sunt negru-albăstrui lucioase, cu un ușor luciu albăstrui metalic, dar restul feței superioară a aripii este neagră nelucioasă (rândunica obișnuită are un oarecare luciu albăstriu și pe tectricele supraalare și pe remigele aripilor).
Coada adânc bifurcată este negricioasă, uniform negru-brunie, cu un ușor luciu metalic verde-albăstrui, Filetele codale (rectricele laterale ale cozii) sunt foarte lungi și ascuțite. Filetele codale sunt adesea ținute strânse una lângă alta, dând o fomă capătului posterior al cozii vădit conică, asemănătoare cu a perușului (Melopsittacus undulatus) care zboară. În comparație cu rândunică obișnuită (Hirundo rustica) are filetele codale mai scurte (3-6 cm) și mai late și îi lipsesc ferestrele albe de la baza cozii, coada fiind negricioasă.

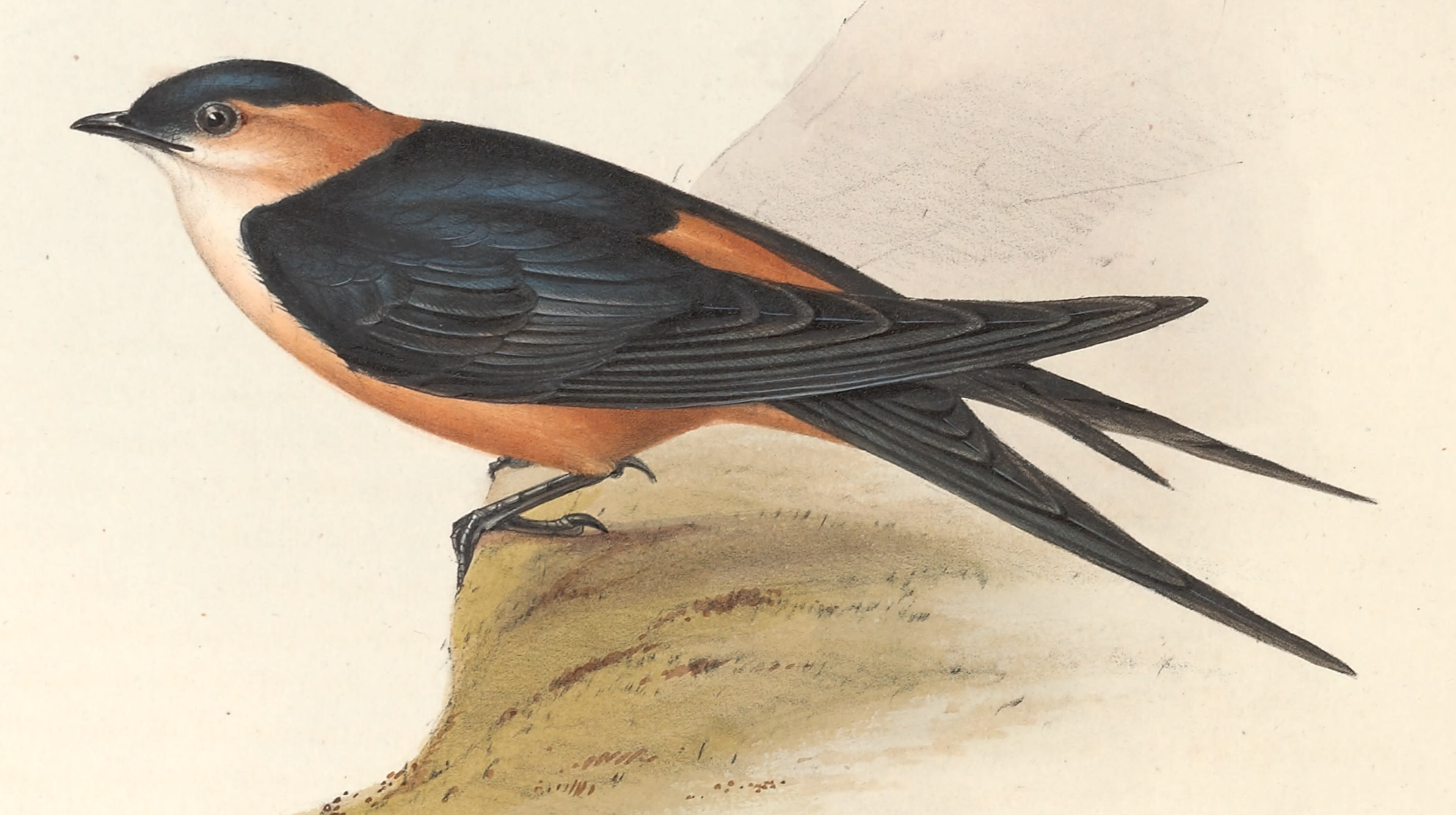
Rândunica roșcată după John Gould.

Irisul brun-închis. Ciocul negru sau brun-negricios. Picioarele și labele sunt brun-negricioase (brun-închise) sau brun-cornii.
Dionisie Linția descrie rândunica roșcată în  felul următor: "De talia Rândunicii; capul, partea posterioară a grumazului, mantaua cu scapularele, precum și tectricele supracodale și subcodale cele mai lungi, de coloare neagră-albăstruie metalică; dunga sprâncenelor, orbitele, banda lată cervicală și târtița, roșu-brunatic întunecate; laturile capului și ale gâtului, partea ventrală și tectricele supracodale, galben-roșietice, ruginii; pe gât și pe gușă se găsesc striuri fine longitudinale negre; aripele și coada, uniform negru-lucioase. Irisul brun închis; ciocul negru; picioarele brun-cornii."

Rândunica roșcată în zbor văzută de jos. Se văd subcodalele negre (albe la rândunica obișnuită).

Dresser descrie rândunica roșcată astfel: "Creștetul negru lucios, cu irizații purpuriu sau metalice albăstrui; toată ceafa și partea posterioară a gâtului roșu-ruginii; spatele de aceeași culoare cu creștetul, dar cu pete albe, penele fiind albe la bază, iar această culoare se vedea pe alocuri; aripile negre, remigele secundare mediale și tectricele supraalare cu un luciu metalic albăstrui; târtița roșu ruginie, devenind deschisă, aproape albă pe porțiunea superioară a tectricelor supracodale, tectricele supracodale mai lungi negre, cu irizații metalice; coada foarte adânc bifurcată, neagră, cu un luciu ușor metalic albăstrui; bărbia, gâtlejul, regiunea auriculară și părțile inferioare sunt în general albe, cu o ușoară nuanță ocru-roșcată deschisă pe piept și abdomen, și mai ales pe flancuri; majoritatea penelor de pe gâtlej și piept cu striații centrale întunecate foarte subțiri, care treptat devin rudimentare pe partea inferioară a abdomenului; tectricele subcodale tivite lat pe vârfuri cu negru lucios; tectricele subalare la fel ca și abdomenul; ciocul negricios; irisul brun negricios; picioarele brun-închise."

### Vârsta și sexele

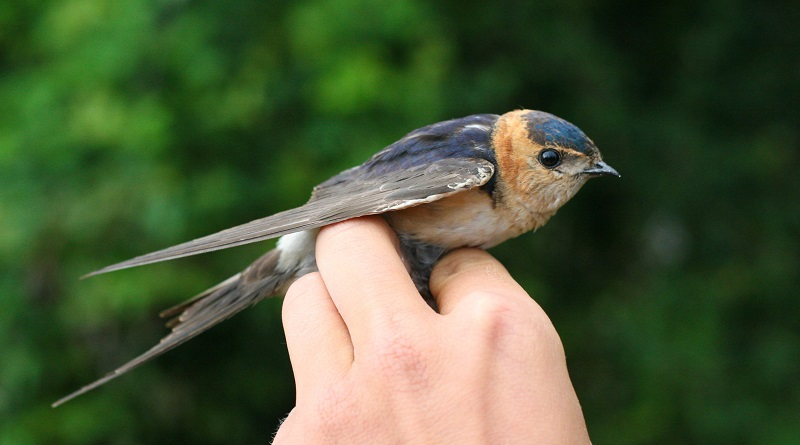
Juvenilul toamna rândunicii roșcate în Georgia

Sexele diferă de obicei foarte puțin (după prima năpârlire) și nu se pot diferenția după penaj, dar femelele au aripile și rectricele laterale ale cozii (filetele codale) mai scurte.
Masculul primăvară are filetele codale în medie mai lungi și bifurcația cozii prin urmare mai adâncă, o diferență uneori utilă atunci când perechea cuibăritoare este văzută împreună (dar există multe coincidențe parțiale, vezi biometria). Femela primăvară are penajul la fel ca al masculului. Filetele codale sunt în medie puțin mai scurțe, și bifurcația cozii prin urmare mai puțin adâncă.
Masculul adult toamna este asemănător cu masculul  primăvară, cu filetele codale lungi. Părțile superioare (cu excepția târtiței și a părții dorsale a gâtului) negru-albăstrui lucioase. Târtița destul de intens colorată ocru-roșcată. Femela adultă toamna este asemănătoare cu masculul adult, dar filetele codale (ca și primăvara) sunt în medie mai scurte.
Juvenilul toamna are un colorit mai șters decât adultul, mai brun pe părțile superioare, mai puțin albastru lucios sau fără luciu (în special pe creștet). Striațiile mai puțin distincte. Zonele brun-roșcate de pe guler și târtiță și părțile inferioare sunt mai deschise la culoare. Remigele aripilor cenușiu-brunii fără luciu. Remigele terțiare, multe tectrice supraalare (mai ales tectricele supraalare mari mediale) și tectricele supracaudale mai lungi au vârfurile ocru (brun-gălbui) sau ocru-albicioase, iar remigele primare mediale și remigele secundare au marginile vârfurilor deschise. Penele proaspete de pe creștet, manta și scapularele au vârfurile de asemenea ocru. Filetele codale (rectricele laterale ale cozii) sunt mai scurte și mai late decât la  adult.

### Date biometrice (subspecia rufula)
Lungimea totală 17-19 cm (din care filetele codale circa 4-5 cm). Lungimea aripii la mascul 119-129 mm (la 23 exemplare în medie 123,4), la femelă 114-127 mm (la 18 exemplare în medie 120,0). Lungimea cozii la masculul adult 77-112 mm (la 22 exemplare în medie 101,3), la femela adultă 80-100 mm (la 18 exemplare în medie 92,0). Bifurcația cozii (distanța dintre vârful rectricei celei mai lungi comparată cu cea mai scurtă) la masculul adult este de 51-69 mm (la 23 exemplare în medie 57,7), la femela adultă 38-56 mm (la 18 exemplare în medie 48,2). Lățimea filetelor codale (măsurată la 15 mm de vârf) la masculul adult 2,6-3,8 mm (la 23 exemplare în medie 3,1), la femela adultă 2,8-4,7 mm (la 18 exemplare în medie 3,5). Lungimea ciocului 9,3-11,6 mm (la 18 exemplare în medie 10,5). Lungimea tarsului 12,5-14,0 mm (la 17 exemplare în medie 13,1).
Formula alară: Prima remige primară vestigială. Remigele primare 2-3 egale și cele mai lungi și formează vârful aripii, sau a 3-a remige primară este mai mică decât vârful aripii cu 1-4 mm. A 4-a remige primară mai mică decât vârful aripii cu 6-10 mm. A 5-a remige primară mai mică decât vârful aripii cu 14-19 mm. A 6-a remige primară este mică decât vârful aripii cu 22-27 mm. A 10-a remige primară mai mică decât vârful aripii cu 55-62 mm. Prima remige secundară mai mică decât vârful aripii cu 62-70 mm. Nu există emarginații (scobituri) pe steagul extern al remigelor primare.

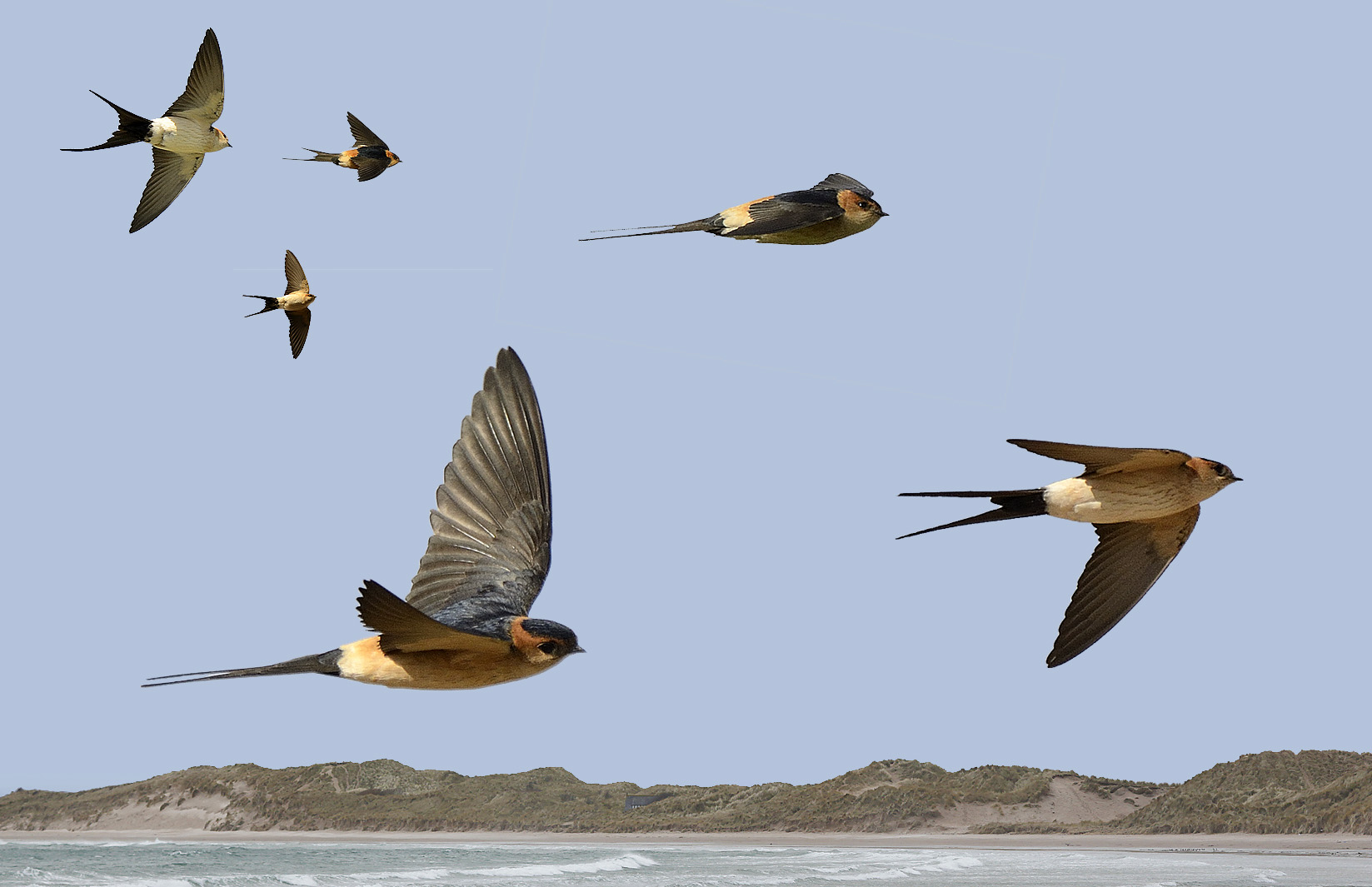
Rândunica roșcată după Crossley ID Guide Britain and Ireland.

## Variația geografică

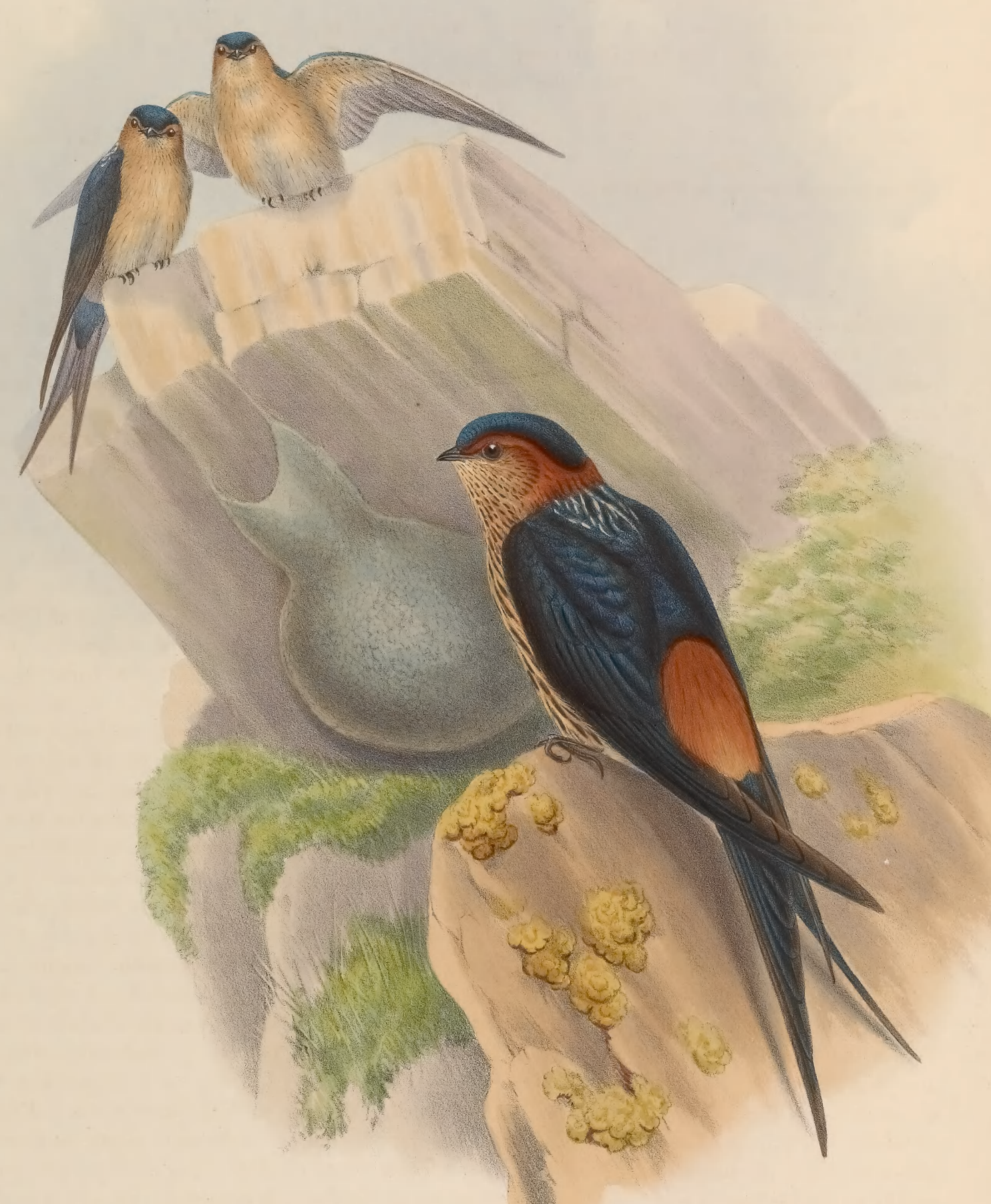
Rândunica roșcată (subspecia daurica) și cuibul ei amplasat sub proeminență unei stânci după John Gould.

Variație geografică a speciei este pronunțată și complexă, cu cel puțin 14 subspecii distincte descrise. Doar subspecia rufula se întâlnește în mod regulat în Europa, dar două alte subspecii asiatice (daurica și japonica) hoinăresc până în Norvegia și una dintre ele (necunoscută) în Scoția.
Numeroasele subspecii diferă în principal în ceea ce privește extinderea striațiilor, prezența gulerului cervical pe ceafă și și culoarea târtiței și a părților inferioare (care variază de la alb la castaniu). Există o oarecare variație clinală și o intergradație a subspeciilor.
La cea mai cunoscută subspecie, rufula (tratată mai sus, la Descrierea), striațiile de pe părțile inferioare de culoare ocru-deschisă sunt întotdeauna foarte deschise, foarte vagi, subțiri, adesea concentrate pe piept. Gulerul de pe gât brun-roșcat este îngust, dar complet (neîntrerupt pe ceafă) la aproape toate păsările. Filetele codale lungi.
Subspecia daurica (Sin. gephyra; tibetana) - subspecia nominată - diferă de subspecia rufula prin aceea că este puțin mai mare și are mai multe striații distincte pe părțile inferioare, culoarea de fond a părților inferioare este mai puțin uniform ocru, cu o nuanță mai pestriță alb-murdar ruginie. Are un guler incomplet brun-roșcat pe ceafă (întrerupt de o punte albastru-închisă în centrul cefei). Târtița brun-roșcată în întregime, cu striații subțiri, foarte fine (de obicei invizibile, cu excepția cazului în care este ținută în mână), fără porțiunea posterioară albicioasă întâlnită la majoritatea indivizilor subspeciei rufula. Lungimea totală 19-20,5 cm. Lungimea aripii la mascul 127-136 mm (la  10 exemplare în medie 131,5), la femelă 123-129 mm (la 9 exemplare în medie 126,2). Lungimea cozii la masculul adult 96-116 mm (la 10 exemplare în medie 107,3), la femela adultă 80-106 mm (la 9 exemplare în medie 96,7). Bifurcația cozii (distanța dintre vârful rectricei celei mai lungi comparată cu cea mai scurtă) la masculul adult 50-71 mm (la 10 exemplare în medie 60,5), la femela adultă 48-61 mm (la 8 exemplare în medie 53,9). Formula alară: a 10-a remige primară este mai mică decât vârful aripii cu 55-62 mm. Prima remige secundară este mai mică decât vârful aripii cu 63-70 mm.
Subspecia japonica se aseamănă cu subspecia nominată daurica, dar este puțin mai mică (lungimea aripii 114-125 mm),  părțile inferioare alb-murdare, neuniform nuanțate cu ocru-roșcat sunt intens striate cu striații negre mai groase. Târtița uniform brun-roșcată are striații subțire fine, de obicei mai distincte decât la daurica, adesea vizibile în condiții de observație bune pe teren. Părțile superioare sunt în medie ușor mai întunecate decât la daurica, iar părțile laterale ale capului au adesea striații întunecate mai dese. Gulerul este întrerupt pe o distanță mare. Unele păsări în timpul migrației și în cartierele de iarnă sunt dificil de separat cu certitudine de daurica. Lungimea aripii la mascul 116-126 mm (la 14 exemplare în medie 121,5), la femelă 113-121 mm (la 13 exemplare în medie 117,1). Lungimea cozii la masculul adult 89-107 mm (la 12 exemplare în medie 100,3), la femela adultă 79-99 mm (la 13 exemplare în medie 90,4). Bifurcația cozii (distanța dintre vârful rectricei celei mai lungi comparată cu cea mai scurtă) la masculul adult 50-60 mm (la 12 exemplare în medie 56,5), la femela adultă 35-55 mm (la 12 exemplare în medie 45,5).

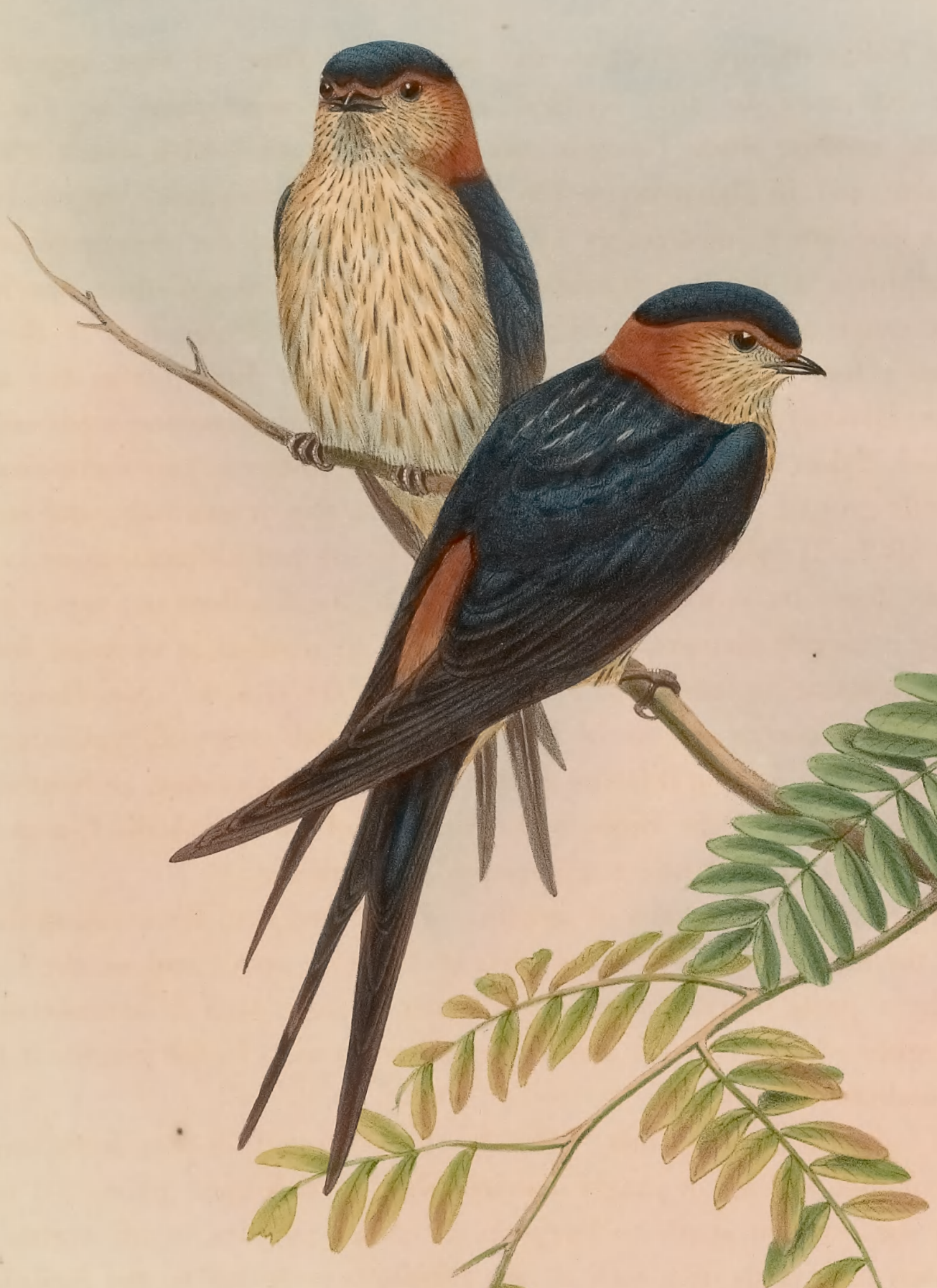
Rândunica roșcată (Cecropis daurica, supspecia erythropygia) după John Gould.

Subspeciile indiene sunt și mai mici (lungimea aripii 102-123 mm). Subspecia nipalensis are părțile inferioare brun-roșcat deschise și intens striate, dar striațiile  sunt mai înguste decât la subspecia japonica, târtița întunecată este variabil striată și gulerul de pe gât este uneori complet, uneori întrerupt. Subspecia erythropygia are părțile inferioare alb-ocru cu striații înguste, similare cu cele de la subspecia nipalensis, dar cele de pe târtița întunecată sunt vagi sau absente, gulerul de obicei întrerupt.
Subspeciile din sud-estul Asiei. Subspecia striolata diferă de subspecia rufula prin aceea că are o talie mai mare, striații mai groase, absența unui guler clar, iar de subspecia badia prin aceea că are o talie mai mică, părțile inferioare mai albe și mai striate. Subspecia mayri are striații mai late decât subspecia striolata. Subspecia stanfordi are striații late ca și mayri, dar are o zonă neagră bine conturată lângă coapse. Subspecia vernayi are o nuanță castaniu-ruginie pe părțile inferioare. Subspecia badia se deosebește de subspecia striolata prin talia mai mare, părțile inferioare mai roșii, cu mai puține striații.
Subspeciile africane au puține striații sau acestea sunt absente, dar culoarea variază pe părțile inferioare. Subspecia domicella (lungimea aripii 110-116 mm) are părțile inferioare albe sau ocru-rozii, cu puține striații. Subspecia disjuncta (lungimea aripii 106-115 mm) este brun-roșcat deschisă pe părțile inferioare. Subspecia kumboensis (lungimea aripii 110-120 mm) intermediară între subspeciile melanocrissus și emini, este de asemenea brun-roșcat deschisă pe părțile inferioare, dar este mai mare decât subspecia disjuncta. Subspecia emini este mai mare (lungimea aripii 116-129 mm), are părțile inferioare și târtița castanii (brun-roșcate) și striații vagi sau fără striații. Subspecia melanocrissa (lungimea aripii 119-129 mm) are mai puțin castaniu (brun-roșcat) pe față,  este ocru (brun-gălbui) de dedesubt cu puține striații mici numai pe piept sau acestea sunt absente.

## Specii asemănătoare

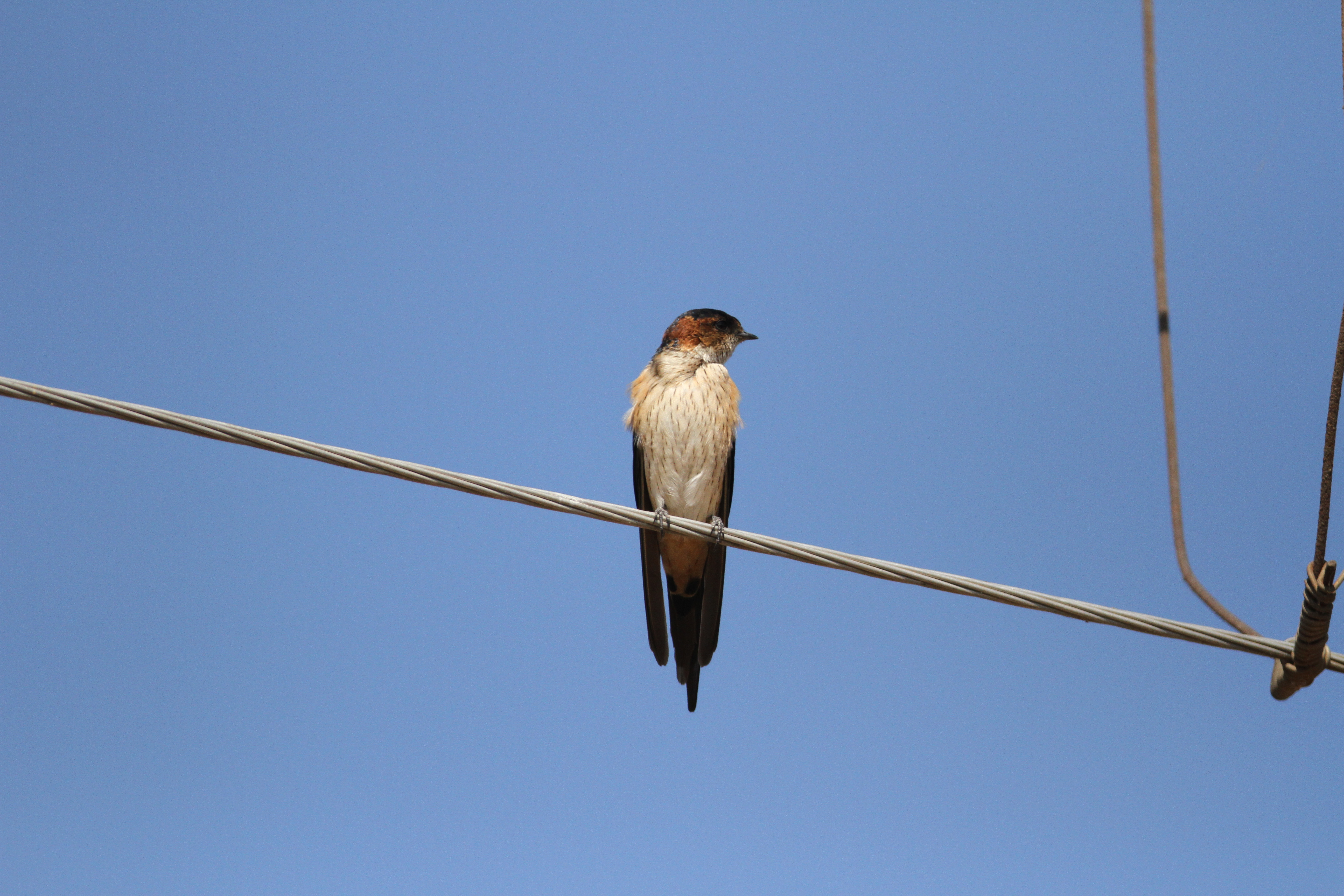
Rândunica roșcată odihnindu-se pe fire electrice

Rândunica roșcată este de obicei ușor de identificat în Europa (dar există câteva specii asemănătoare în Africa și Asia). Se deosebește de alte hirundinide asemănătoare prin culoarea castanie (brun-roșcată) a  gulerului și a târtiței, penele subcodale negre, absența albului pe coadă și absența dungii pectorale de pe piept. Diferă de alte rândunici africane cu târtița roșie prin absența completă a petelor albe pe coadă.
Numai 2 rândunici din Europa au filete codale ascuțite, rândunica roșcată și rândunica obișnuită (Hirundo rustica). Rândunica roșcată diferă de rândunica obișnuită prin aceea că are târtița brun-roșcată, adesea partea posterioară a ei este albicioasă (târtița este albastru-închisă la rândunica obișnuită), gâtlejul și pieptul ocru-albicioase (rândunica obișnuită are bărbia și gâtlejul roșu-cărămizii și o dungă transversală negru-albăstruie pe piept), tectricele subcodale negre (albe la rândunica obișnuită) și rectricele cozii complet negre, fără pete (ferestre) albe (rândunica obișnuită are pete albe evidente pe toate rectricele cozii). Chiar dacă este văzută de dedesubt, când târtiță este invizibilă, rândunica roșcată este ușor de deosebit de rândunica obișnuită prin părțile inferioare ocru-albicioase cu striații longitudinale, care contrastează puternic cu capătul codal complet negru.
Zborul rândunicii roșcată este de obicei ceva mai lent decât cel al rândunicii obișnuite cu bătăi de aripi mai puține. Se rotește adesea în aer și planează cu aripile întinse, fără a le mișca, și fără a pierde înălțimea sau poate ascensiona purtată de curenții ascendenți ai aerului. Spre deosebire de rândunica obișnuită, își ține coada de obicei nedesfăcută, cu filetele codale adesea atingându-se unele de altele, care formează un vârf ascuțit și lung în spate. Rândunica roșcată este mai puțin gregară decât rândunica obișnuită: de obicei întâlnită în perechi, uneori în grupuri mici sau mijlocii, dar niciodată în grupuri mari.
Hibrizii rari dintre lăstunul de casă (Delichon urbicum) și rândunica obișnuită (Hirundo rustica) au caractere intermediare, având părțile superioare negru-albăstrui, târtița roziu deschisă, o dungă întunecată pe gâtlej (dar mai puțin uniformă decât la rândunica obișnuită) și coadă adânc bifurcată, dar fără filete codale. Acești hibrizi pot fi confundați cu rândunica roșcată, în condiții de vizibilitate proaste, dar hibrizi se pot deosebi prin absența filetelor codale, absența tectricelor subcodale negre și absența gulerului ocru-roșcat pe ceafă și prezența dungii întunecată pe gâtlej.
Lăstunul de casă (Delichon urbicum) spre deosebire de rândunica roșcată este mai îndesat, are tectricele subcodale albe, obraji și ceafa negre, târtița complet albă (dar juvenilii rândunicii roșcate pot avea târtița albă), coada moderat bifurcată, rectricele fără pete albe și filete codale, și părțile inferioare în întregime albe.

## Năpârlirea
Năpârlirea completă atât a adulților cât și a juvenililor la majoritatea rândunicilor roșcate din Europa are loc probabil numai în cartierele de iarnă (în octombrie - ianuarie), dar în mod excepțional remigele primare mediale (interne) năpârlesc la sfârșitul lui septembrie, chiar înainte de migrație, când ele se află încă în locurile de cuibărit. Subspeciile nemigratoare încep să năpârlească mai devreme. Nu s-a observat o năpârlirea postnupțială a tectricelor corpului în timpul verii, cel puțin nu în Europa. 

## Vocea
Rândunica roșcată este mai tăcută decât rândunica obișnuită (Hirundo rustica), dar cercetătorii disting cel puțin 6 sunete diferite în timpul cuibăritului.
Cântecul masculului rândunicii roșcate este un ciripit scurt format din strofe scurte de aproape 2 secunde, întrucâtva asemănător cu cel al rândunicii obișnuite (Hirundo rustica) prin sunetele sale legate armonios și cu o ruladă (tril) finală, dar care adesea lipsește, și conține câteva sunete încordate, croncănite și zornăite, dar cu un ton mai grav (mai jos), un ritm mai lent și strofe (fraze) mai alterate și mai tari. În general, cântecul este mai simplu, mai scurt, mai domol (silențios), mai puțin "agresiv", și se aude mai rar decât cel al rândunicii obișnuite. A. N. Karamzin l-a transcris în felul următor: "cii ciu, tiur, liur, liur ... liur"; În timp ce interpretează mai multe cântece la rând, pasărea emite un clic gutural între ele.
Cântecul masculului rândunicii roșcate poate aminti de cel al pescărelului negru (Cinclus cinclus) sau al presurei cu cap negru (Emberiza melanocephala) ca structură generală, ritm și ton. Cântecul este interpretat de mascul când acesta stă pe un suport sau în zbor. Acest cântec poate fi auzit și lângă cuib sau în interiorul cuibului, mai ales când masculul se află în apropierea femelei în timpul clocitului.
Strigătele includ un strigăt de contact "djuit", un strigăt teritorial miorlăitor, un strigăt de alarmă scurt și un strigăt agresiv "krr".
Cel mai obișnuit strigăt este un strigăt de contact scurt și sec, "djuit" sau "tveic", "civit", destul de slab, dar voios, întrucâtva nazal, mai slab și mai domol decât cântecul; el este asemănător cu strigătul obișnuit în zbor al rândunicii obișnuite și poate aminti vag de strigătul comun al vrabiei de câmp (Passer montanus) în ton. Acest strigăt de contact este emis atât de masculi cât și de femele și este folosit pentru comunicarea între mascul și femelă sau cu alți indivizi din specia lor, între părinți și puii și pentru gonirea în mod agresiv a intrușilor și este rostit o dată sau de două ori și adesea repetat. Acest strigăt se aude în timpul zborului unei perechi (sau mai târziu – în grupul format din părinți și puii lor), la fiecare întâlnire a partenerilor, în timpul colectării bulgărașilor de noroi pentru cuib, în timpul construcției cuibului, în timpul hrănirii puilor și în timpul urmăririi altor rândunici. La sfârșitul sezonului de cuibărit puii emit același strigăt. Este adesea emis de cârdurile care vânează insecte. O versiune mai lungă a strigătului de contact este folosit de către mascul în alternanță cu cântecul.
Strigătul teritorial sună ca un mieunat de pisică, el este cel mai puternic strigăt și este emis din când în când de mascul, atunci când apare un pericol în apropierea cuibului păzit de el.
Masculul emite și un strigăt de alarmă șuierător, scurt repetat "ki" (sau un "kii-e" cu un ton descendent), și un "krr" ("kiir!") certăreț, scurt și strident, folosit de mascul când atacă o rândunică  obișnuită (Hirundo rustica) intrusă lângă cuib.
Un alt strigăt de alarmă al rândunicii roșcate (emis de către mascul și femelă) seamănă cu strigătul lăstunului de casă (Delichon urbicum) atunci când un dușman apare în imediata vecinătate a cuibului sau a cârdului. Auzindu-l, puii rândunicii roșcate care și-au scos capul afară din tunelul de intrare a cuibului se ascund în cuib și amuțesc.

## Habitatul
Habitatele naturale al rândunicilor roșcate unde ele cuibăresc sunt locurile deluroase deschise și regiunile montane,  falezele marine, defileurile și văile râurilor, în care există coaste stâncoase abrupte, peșteri sau fortificații vechi unde își construiesc cuibul, dar ele cuibăresc din ce în ce mai des și în terenuri cultivate, în așezările omenești, inclusiv în orașe, și în spațiile amenajate din jurul drumurilor și căilor ferate unde sunt disponibile locuri de cuibărit artificiale. Cuibăresc de la nivelul mării până la 800 m, rar până la 1600 m în Europa; în alte părți până la 3500 m (în Himalaia).  În vestul Africii acestea se întâlnesc în centura sudică semiaridă și centura nordică de păduri și pășuni. Această specie este limitată mai mult la climatele calde decât rândunică obișnuită (Hirundo rustica).
În afara sezonului de cuibărit se întâlnesc în pășuni, terenuri agricole și locuri defrișate, și se odihnesc în stufărișuri.

## Hrana
Comportamentul alimentar și compoziția hranei rândunicii roșcate sunt puțin studiate. Subspecia nominată daurica este puțin studiată și majoritatea informațiilor disponibile se referă la subspecia europeană, rufula.
Zborul rândunicii roșcate este grațios, mai flotant și mai lent și nu la fel de agil ca cel al rândunicii obișnuite (Hirundo rustica), dar când apare un pericol devine mai rapid, mai energic și manevrabil. Rândunica roșcată adesea zboară în cercuri, frecvent planează, menținându-se la aceeași înălțime, fără a recurge la zborul ramat prin bătaia aripilor. Zborul planat poate fi dinamic (în linie mai mult sau mai puțin dreaptă) și static (ascendent).
Rândunicile roșcate își procură hrana de obicei singure, în perechi sau în grupuri mici răzlețe; se asociază cu alte hirundinide (Hirundinidae).
În sezonul de cuibărit se hrănesc în apropierea cuibului, deasupra spațiilor deschise (pajiști de pe malul apelor, câmpii, poiene), la înălțime mică deasupra vegetației, dar se hrănesc și la înălțimi de până la 100 m sau mai mult (în special în orașe). Patrulează coastele stâncoase abrupte sau alte locuri de hrănire.
Majoritatea insectelor le prinde în zbor, foarte rar le colectează de pe pământ, poate să prindă insecte și păianjeni de pe plante. Meinertzhagen (1954) le-a observat coborând pe pământ pentru a prinde muștele din bălegarul de cămilă și au fost văzute prinzând termite pe pământ și stând pe plante unde prindeau insecte.
Se hrănesc adesea lângă iarba cuprinsă de flăcări din care țâșnesc insectele speriate și în apropierea construcțiilor umane care atrag insectele, cum ar fi piețele, bazarurile și docurile navale din India și uneori în jurul așezărilor umane din Spania.
Păsările adulte se hrănesc cu diptere (Diptera) - muște și țânțari, coleoptere (Coleoptera) - gândaci, hemiptere (Hemiptera) - ploșnițe fitofage (Miridae), termite (Isoptera), ortoptere (Orthoptera) - lăcuste , himenoptere (Hymenoptera) - albine. Se hrănește și cu cicade (Cicadidae), păianjeni și termite.
L.N. Valtonen și A.A. Laptev, examinând bucățile de hrană pe care le-au colectat în sudul Primoriei, utilizând metoda de ligatură temporală a esofagului la pui care conțineau circa 500 de artropode, au constatat că 74% dintre exemplarele din hrană erau diptere (în principal țânțari din familia bibionide), 25% - himenoptere, 1% - păianjeni și libelule. Alți cercetători au găsit în conținutul stomacului păsărilor adulte, în excremente și în cavitățile bucală ale puilor diverse insecte înaripate: cicadelide (Cicadellidae), diptere (mai ales mici), gândaci (gărgărițe, crisomelide, buburuze și altele), ploșnițe fitofage, neuroptere, furnici și artropode neînaripate (blatodee, gândaci, furnici, păianjeni).
Probabil rândunica roșcată, ca și lăstunul de casă (Delichon urbicum), preferă să vâneze insecte mici. R. Prodon a urmărit că părinții aduceau puilor din cuib în vârstă de 21-24 zile muște mari (de 14-20 mm lungime), care bâzâiau în ciocul lor; unele muște au scăpat și au ieșit din cuib. Pasărea adultă a ieșit imediat din cuib și a început să urmărească fugara, uneori prinzând-o din nou. Aceste observații sugerează că rândunicile roșcate nu se descurcă bine cu prada mare.
Într-un studiu realizat în Franța, puii din cuib în vârstă de 25 de zile ai subspeciei rufula erau hrăniți în principal cu termite aripate (94%), alte câteva himenoptere, muște, gândaci și blatide (Blattodea); hrana includea și insecte nezburătoare.  Puii din cuib în Uzbekistan au fost hrăniți cu cicade (Cicadidae) și cu coleoptere.
Rândunicile roșcate beau apa și se scaldă în zbor. În vreme rea, ele stau în cuiburi. Probabil că rândunicile roșcate sunt mai termofile decât rândunicile obișnuite (Hirundo rustica).

## Organizația socială
Rândunicile roșcate cuibăresc de obicei solitar, uneori în grupuri răzlețe formate din 3-5 perechi, dar există câteva înregistrări cu grupuri mai mari de până la 50 de cuiburi și o înregistrare cu 100 de cuiburi În Iberia ele cuibăresc întotdeauna solitar.
Cuiburile din grupuri sunt uneori situate foarte aproape unul de altul, dar adesea dispersate (la o distanță de 2-3 m unul de celălalt) deoarece perechile sunt agresive față de alte rândunici din vecinătatea cuibului, de ex. un grup din patru perechi aveau intrările în cuiburi la cel puțin 29 cm distanță; au fost înregistrate opt cuiburi în camere diferite ale unei clădiri.
În Asia Centrală rândunicile roșcate cuibăresc de obicei în perechi izolate, numai uneori (de exemplu, într-o peșteră mare) câteva perechi (până la șapte) își fac cuiburile unul lângă altul, în timp ce în Primorie există adesea colonii formate din 20-30 perechi cu cuiburi alipite unul de celălalt, în ciuda disponibilității altor locuri neocupate în aceeași clădire sau în clădirile învecinate.
Cuibul rândunicii roșcate poate fi situat la zece metri de cel al lăstunului de stâncă (Ptyonoprogne rupestris). Dimensiunea zonei apărate poate depinde de dispersarea cuiburilor. Când nu cuibăresc, ele formează cârduri mici și migrează singure sau în grupuri di câțiva indivizi.

## Comportamentul sociosexual
Este o specia monogamă. Adulții se reîntorc la locurile de cuibărit din anul precedent, păsările mai bătrâne înaintea celor tinere. Odată ce masculul și-a ales un loc pentru cuib, el îl apără împotriva intrușilor.
Curtarea constă dintr-un zbor în care masculul se învârtește în jurul femelei, scoțând strigăte de contact. În timpul paradei nupțiale masculul vibrează din aripi și coboară într-un picaj abrupt, la sfârșitul căruia își întinde aripile, sau își aruncă capul înapoi și își ridică coada. Femela stă de obicei cocoțată lângă cuib, în timp ce masculul zboară spre ea bătând rapid din aripi și cântă, uneori răsfirându-și coada. Înainte de copulație, femela stă cocoțată cu aripile lăsate în jos și coada ridicată, iar masculul stă pe un suport din apropiere și se apropie pe furiș de ea, cântând; femela vibrează din aripi, iar masculul se urcă pentru puțin timp pe ea și urmează copulația. Apoi partenerii se ciugulesc, uneori reciproc, curățindu-și penele cu ciocul.

## Reproducerea
Sezonul de reproducere al rândunicii roșcate este foarte întins și variază regional. În Europa se reproduce în aprilie-septembrie, în fosta Uniunea Sovietică în principal în iunie-iulie, în Himalaia, India și Sri Lanka în principal în aprilie-august,  în estul Asiei în iunie-iulie, în Japonia în mai-august..
În nordul Africii sezonul de reproducere are loc în aprilie-iulie, în vestul Africii în principal în octombrie-mai, dar variază local.. În Etiopia reproducerea are loc în majoritatea lunilor, dar mai ales în ianuarie și aprilie-august. În estul Africii reproducerea are loc în sezonul ploios în martie-iulie, în special în timpul ploilor îndelungate din aprilie-mai;  în Malawi în octombrie-februarie; în Zair în august și ianuarie-martie. .
Rândunică roșcată depune de obicei două ponte anual, în Spania adesea trei (21% din 65 de perechi observate au depus 3 ponte). Perechile refolosesc cuibul pentru a doua și a treia pontă.  În Franța prima pontă poate fi depusă de la mijlocul lunii aprilie, dar este depusă mai adesea în mai (și chiar în iunie). A doua pontă este depusă eventual în septembrie. În fosta URSS în timpul verii depune două ponte în același cuib; puii din a doua ponta depusă târziu adesea mor în timpul înghețurilor.

### Cuibul

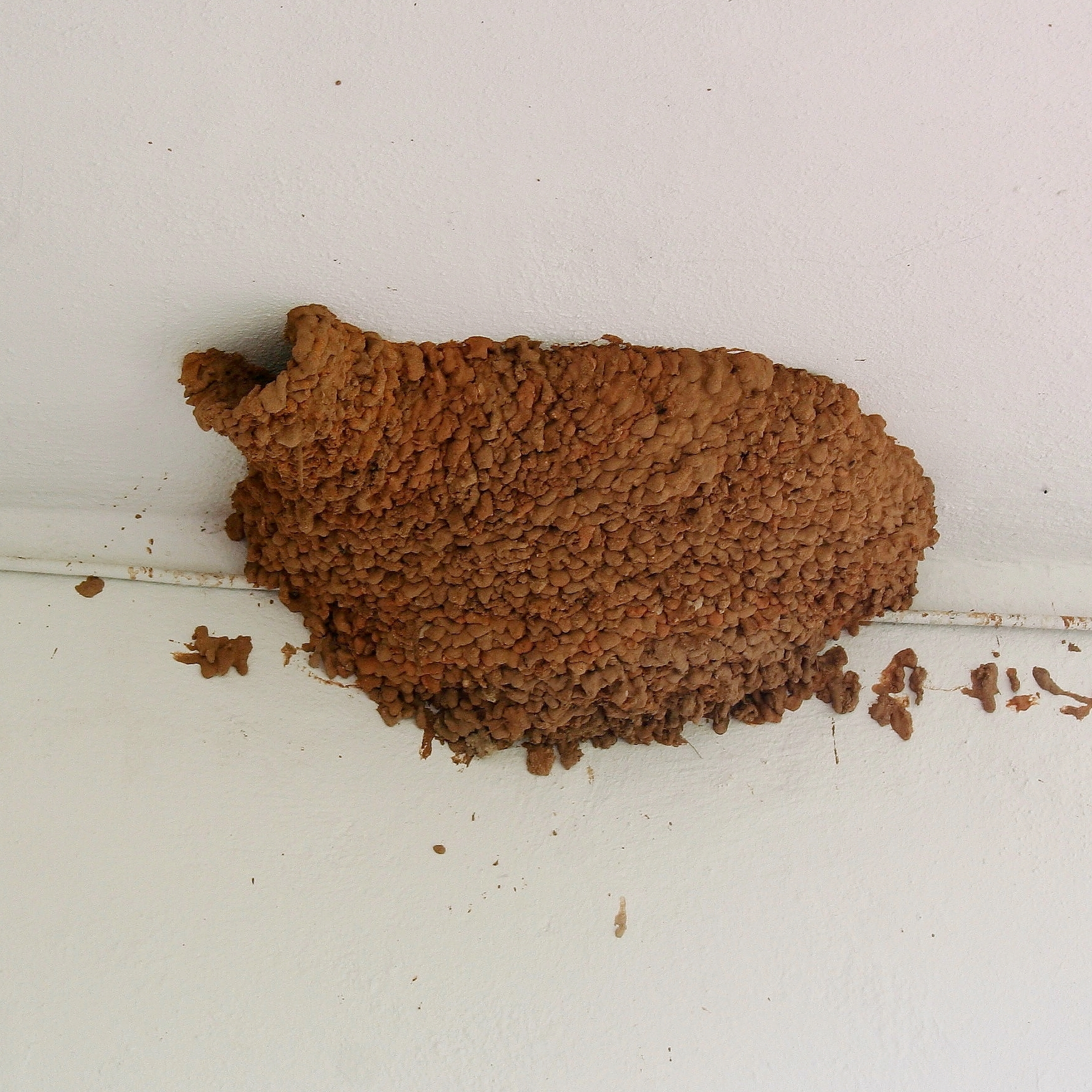
Cuibul rândunicii roșcate amplasat pe un tavan în Portugalia

Cuibul este amplasat la 0,5-20 m deasupra solului, de obicei la o distanță de 2-4,5 m de la pământ (1,5-4,3 m când se află sub un pod), iar în Spania unele cuiburi sunt la numai 0,5 m deasupra solului.

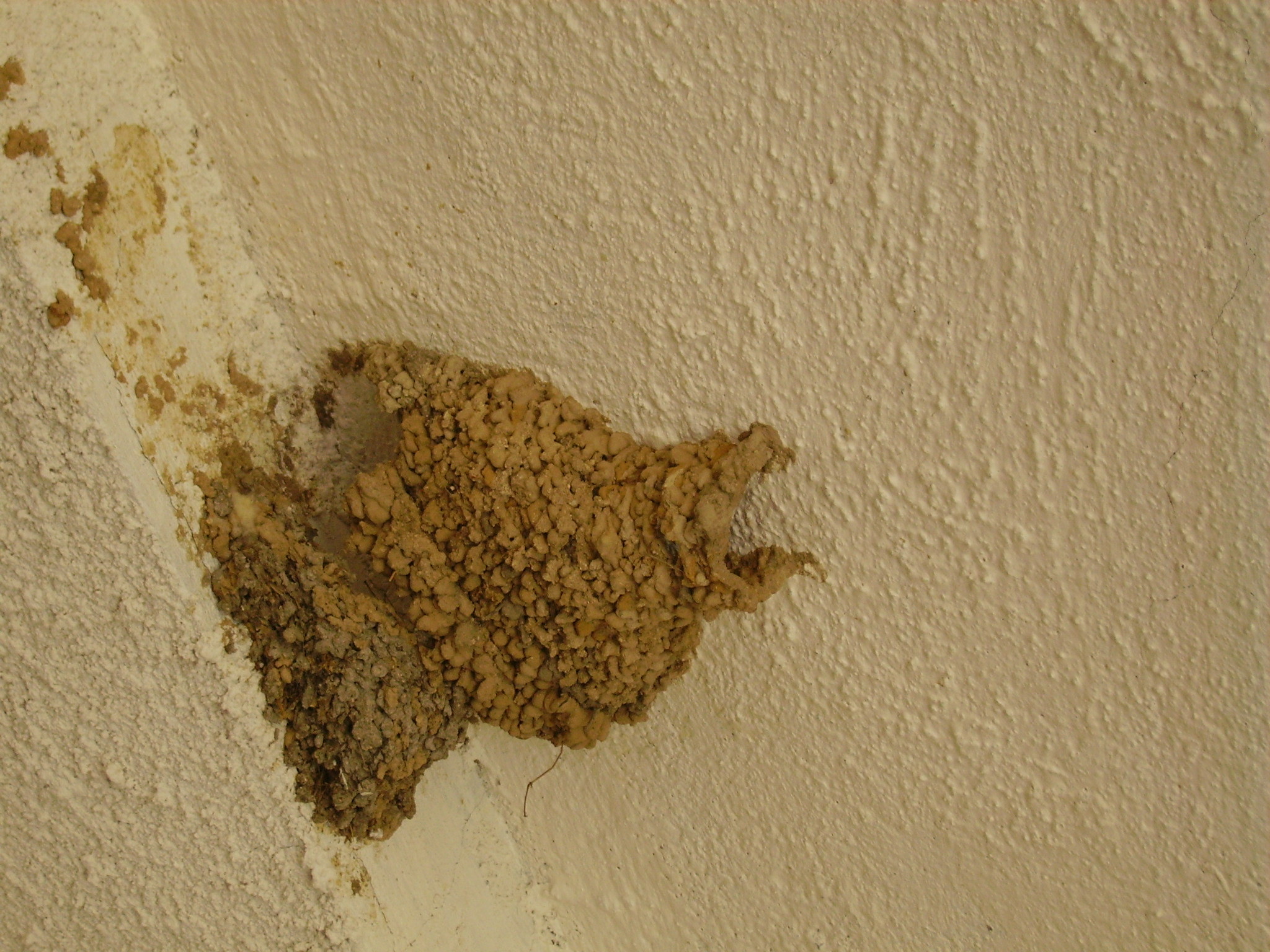
Cuibul rândunicii roșcate amplasat pe un tavan în Madrid

Cuibul este de obicei fixat pe fața inferioară a unui suport orizontal în locuri naturale sau artificiale. În condiții naturale rândunica roșcată își construiește cuibul sub proeminență stâncilor, într-o cavitate îngustă de pe abrupturile verticale ale stâncilor sau de  pe pantele abrupte, în crăpăturile din pereți și pe tavanele peșterilor, fixându-l pe suprafețele de piatră și de lut; așa cuibărește ea în Asia Centrală, Kazahstan, Altai, în valea Irtîșului. Cuibul este adesea orientat spre est sau sud dacă este construit pe o stâncă. Rândunica roșcată cuibărește de obicei in apropierea apelor, de exemplu, în apropierea unui râu.
Adesea sunt folosite diverse locuri de cuibărit artificiale. Cuibul este lipit la o înălțime mică (2-4,5 m) de un tavan, sub o consolă, sub un pod de piatră sau de beton, sub un podeț tubular, pe un baraj, în interiorul unei cisterne, dren, conducte de canalizare din beton cu diametru mare sau într-un tub de aeraj din tablă ondulată, într-un buncăr militar, stație de autobuz acoperită, într-o verandă, în casa scării sau în coridorul unei clădiri, sub streșinile caselor sau moscheilor, sub un balcon, în interiorul unei clădiri abandonată, într-o gospodărie agricolă nelocuită, în alte construcții rar ocupate.
Rândunica roșcată cuibărește atât în orașe, cât și în sate mici. Rândunica roșcată își face cuibul atât în  exteriorul clădirilor (sub streșinile acoperișuri și sub balcoane), cât și în interiorul acestora (în tinde, holuri, pe verande, în camere). Își instalează cuibul atât în camere luminoase, cât și în cele întunecate. În Kazahstan și în Asia Centrală, ea își face cuiburile în principal în clădiri din piatră, cărămidă și beton. Pe vremuri își făcea cuibul în Kazahstan și Asia Centrală în moschee, mausolee mari și în case de tip european, dar evita casele din lut ale arhitecturii locale. În unele zone, rândunica roșcată a început să cuibărească pe clădiri relativ recent. De exemplu, în Alma-Ata cuibărește de la sfârșitul secolului XIX - începutul secolului al XX-lea, însă numărul lor a rămas mic mult timp și a crescut doar după construirea în oraș a unor clădiri moderne cu multe etaje (în anii 30 și apoi din anii 50 ai secolului XX). În Asia Centrală și Kazahstan, ea își construiește cuiburile și pe clădiri, iar în Transbaikalia și Primorie cuibărește numai pe ele.

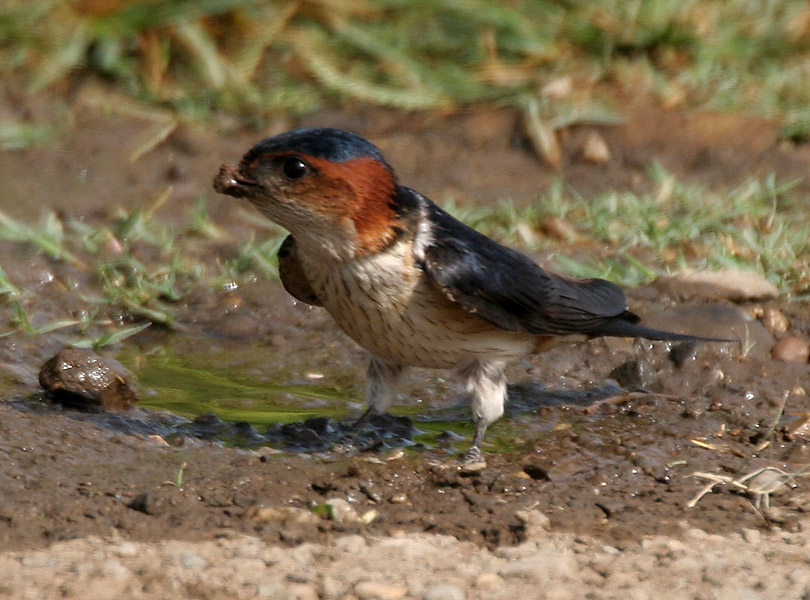
Rândunica roșcată colectând bulgărași de noroi pentru cuib

Această specie este mult mai puțin dependentă de structurile artificiale decât rândunică obișnuită (Hirundo rustica), dar poate folosi pentru cuibărit clădirile locuite, dar și cele nelocuite. În unele zone cum ar fi Bulgaria și peninsula Iberică, unde și-a extins recent arealul, mai mult de o treime din cuiburi se află pe poduri. Uneori rândunicile roșcate ocupă și ajustează cuiburile rândunicilor obișnuite (Hirundo rustica).
Rândunicile roșcate își fac cuiburile din bulgărași de noroi, uneori amestecați cu bălegar și cu câteva fire de iarbă uscată. Partea dilatată a cuibului (camera de clocit) este căptușită în interior cu un amestec de pene albe, păr, lână, puf vegetal, fire de iarbă uscată, frunze, rădăcinuțe, ace de pin; stratul inferior al căptușelii constă de obicei din fire de iarbă, iar stratul superior din pene.

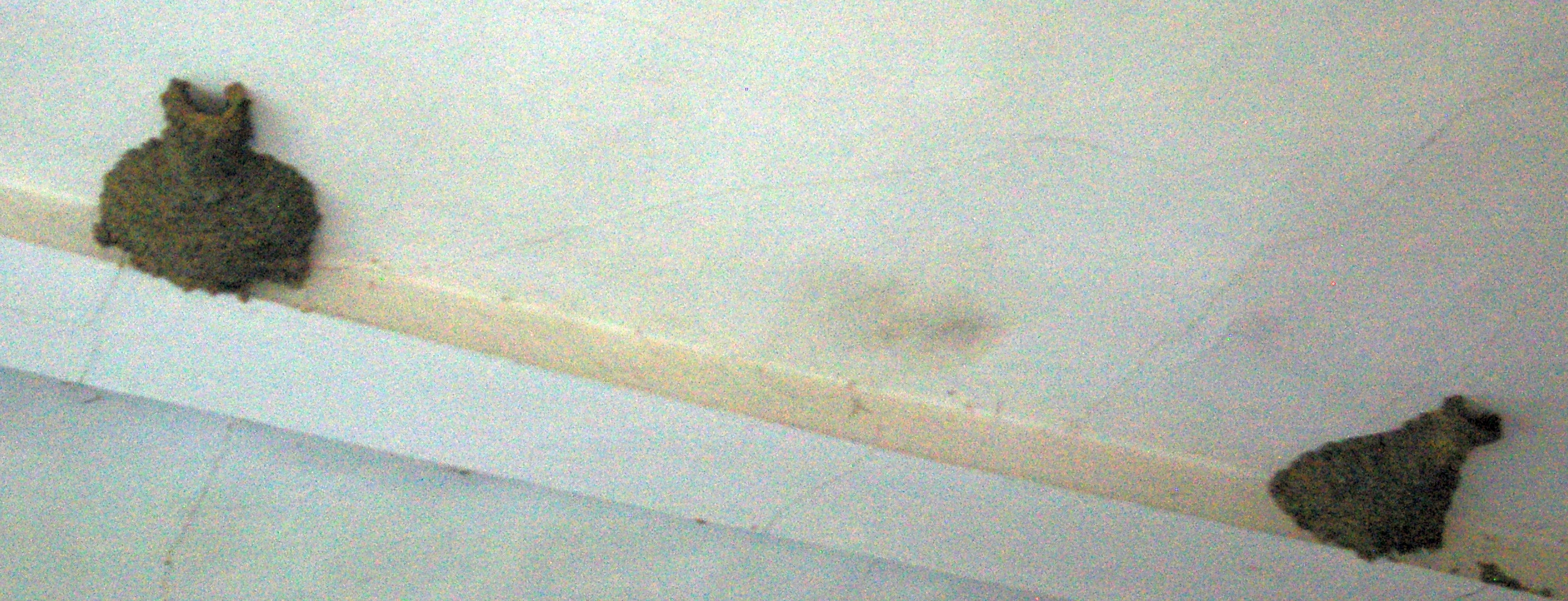
Cuibul rândunicii roșcate amplasat pe un tavan în Bulgaria

Cuibul este închis și are forma unei jumătăți de retorte sau a unui vas de sticlă destul de lat sau a unui iglu, inaccesibil șerpilor, cu o intrare în formă de gât sau tunel, secționat de-a lungul.  Tunelul de intrare (gâtul) este îngust, mai mult sau mai puțin alungit și este construit ultimul. Locul secționat este de obicei fixat de o suprafață orizontală (de exemplu, de tavanul unei verande sau al unei încăperi), mai rar de o suprafață verticală (de peretele unei clădiri). Cuibul poate fi lipit și de două sau trei suprafață diferite. Astfel, cuiburile fixate pe tavan sunt de asemenea fixate și partea laterală sau posterioară ("fundul vasului") de o suprafața (perete) vertical. Cuiburile fixate pe trei planuri (suprafețe) pot fi lipite de un plan orizontal (tavan) și două verticale (pereții) sau două orizontale (tavanul și o proeminență folosită de rândunică ca suport pentru cuib) și unul vertical ("fundul" cuibului fixat de perete). Intrarea în cuib tubulară în formă de tunel ("gâtul vasului") poate fi scurtă sau lungă, uneori absentă. Tunelul de intrare poate fi îndoit, iar la cuiburile aflate în interiorul clădirii, intrare în cuib este întotdeauna orientată spre locul prin care rândunica intră în zbor în încăpere. Au  fost găsite cuiburi care aveau partea lărgită fixată de perete, iar tunelul de intrare de tavan. Cuiburile construite pe suprafețe de piatră și de beton sunt prinse foarte ferm, iar cele construite pe suprafețe de lemn, precum și pe suprafețe vopsite și văruite se desprind ușor. Cuiburile de pe poduri sunt mai lungi și au pereții mai groși decât cuiburile de pe stânci.
Lungimea cuibului (inclusiv tunelul de intrare) este de 17-60 de centimetri, de obicei 23-35 cm; lățimea este de 15-36 cm, de regulă, 17-22 cm; înălțimea de 6-19 cm, de obicei de 11-14 cm. Diametrul camerei de clocit este de 11,5-20 cm, lungimea tunelului de intrare este de 13,5-27,5 cm. Intrarea în cuib are de obicei 7,5-8 cm lățime, și 4-4,5 centimetri înălțime. Grosimea peretelui cuibului este de aproximativ 2-2,5 cm.

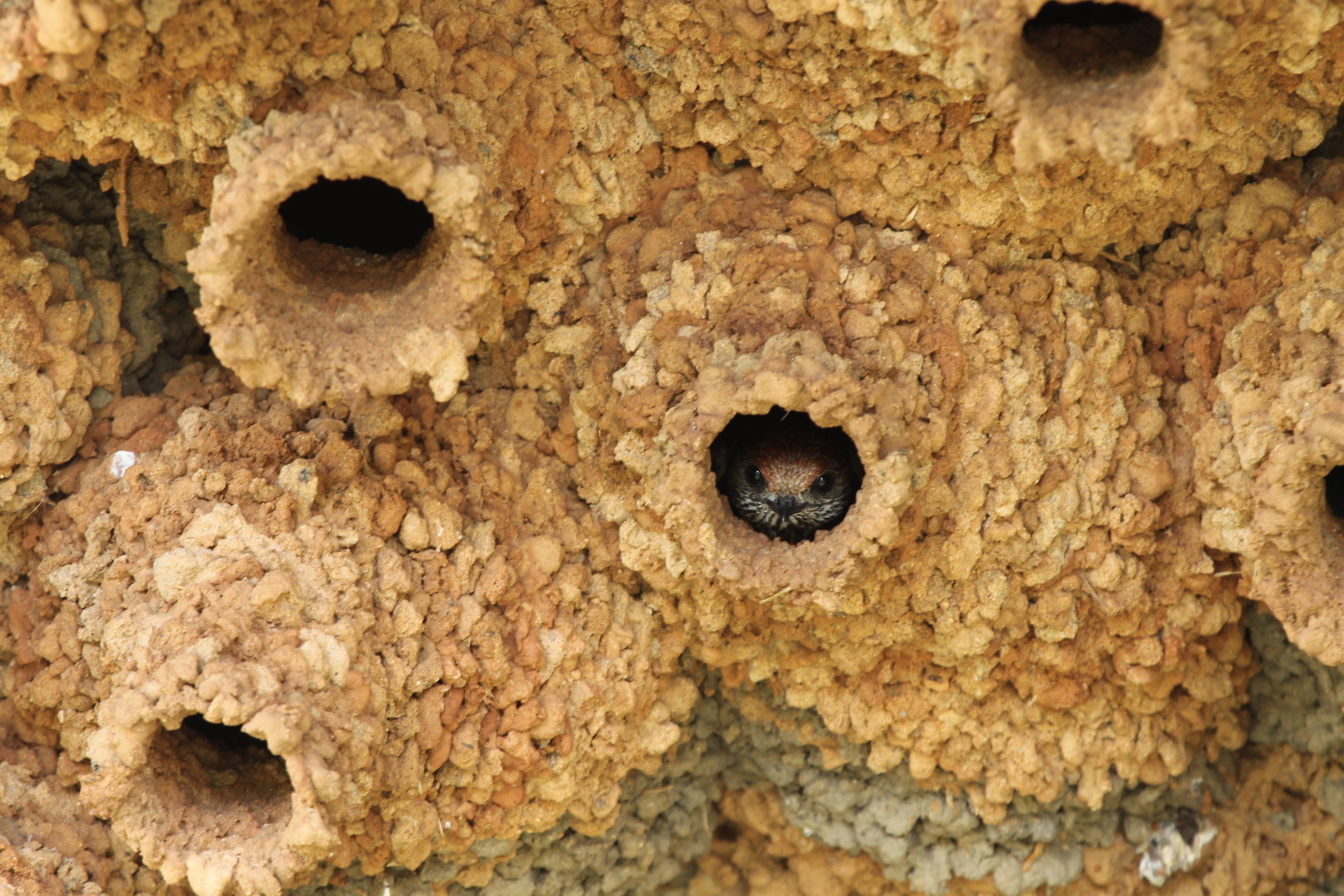
Cuiburile rândunicilor roșcate amplasate unul lângă altul în India

Atât masculul, cât și femela construiesc cuibul, masculul își însoțește partenera care adună bulgărașii de noroi de pe pământ de regulă nu mai departe de 150 m de la locul cuibului, dar în locurile stâncoase uscate și în timpul secetei zboară după ele chiar la o jumătate km sau chiar la 1,5 km. La început rândunicile roșcate construiesc partea largă a cuibului unde va fi camera de clocit, tunelul este ultima parte care este construită, uneori el este construit numai când ponta este depusă. Construcția începe cu lipirea unor bulgărași de noroi pe tavan sau pe perete. V.D. Krestyaninov a observat că cuibul era construit în principal de femelă, masculul aducând numai bulgărași de noroi pe care îi așeza haotic (mai târziu femela îi folosea pentru construirea cuibului) sau chiar se rotea în zbor în jurul femelei care lucra, cântând sau scoțând strigăte de contact. Cuibul este construit intermitent de ambele sexe timp de 1-2 săptămâni sau mai mult (20 de zile).
După sosirea în locurile de cuibărit, rândunicile roșcate încep să repare cuiburile vechi nestricate sau construiesc altele noi. Cuibul este foarte rezistent și poate fi reutilizat pentru pontele ulterioare din acelaș an și cu unele reparații minore poate fi refolosit până la cinci ani pentru pontele din anii următori, de ex. în departamentul Var din sudul Franței același cuib a fost folosit din 1992 până în 1996.

### Ponta

Ouăle rândunicii roșcate

Mărimea pontei variază în funcție de regiune. În Europa ponta este formată din 2-7 ouă, de obicei 4-5. În Asia ponta este formată de obicei din 3 sau 4 ouă, rareori 5, în Siberia de obicei din 5 sau 6 ouă și numai din 2, rareori 3 ouă, în Sri Lanka. În Africa ponta este mai mică, de obicei 2 sau 3 ouă. În 135 ponte depuse în Spania, 46% conțineau 4 ouă, 29% - 5 ouă, 15% - 3 ouă, 5% - 2 ouă, 4% - 6 ouă, 1% - 7 ouă. Pontele ulterioare din același sezon de cuibărit sunt mai mici, de ex. în Spania prima pontă conține în medie 4,51 ouă, a doua 3,8 și a treia 3,6..
Ouăle sunt depuse zilnic, dar intervalul depunerii lor este uneori mai lung. Ouăle sunt ușor lucioase, pur albe sau rareori albe cu câteva picățelele foarte fine brun-portocalii sau roșu-brunii. Dimensiunile ouălor nu variază mult din punct de vedere geografic: ouăle subspeciei daurica au în medie 21×14,3 mm (18-22,5×13,1-15,2, și o greutate de 2,25 g); iar cele ale subspeciei rufula măsoară 20,3×14,2 mm (18,2-22,5×13,1-15,5)..
Atât masculul, cât și femela participă la clocirea ouălor și hrănirea puilor, însă femela asigură cea mai mare parte a incubației și a hrănirii puilor mai mari din cuib, dar ambii parteneri pot sta perioade îndelungate împreună în cuib.
Când femela clocește masculul stă sau zboară în apropiere, păzind cuibul. El atacă lăstunii de casă (Delichon urbicum) și rândunicile obișnuite (Hirundo rustica) din apropiere, chiar și la 150-200 de metri de cuibul său. Odată masculul rândunicii roșcate a gonit un lăstun de casă într-o tufă de mur, unde acesta și-a încurcat capul între ramuri și a atârnat în această poziție ceva timp. Masculul rândunicii roșcate însoțește adesea femela, atunci când aceasta zboară din cuib.
Clocitul începe cu ultimul ou depus. Ouăle sunt clocite nu tot timpul (în general 20-30% din timpul zilei). Durata incubației este de obicei 14 sau 15 zile (uneori 11-16 zile), iar puii rămân în cuib 22-27 zile.

### Puii
Puii eclozează după 11-16 zile (de obicei 14-15 zile) de la ultimul ou depus. Pielea lor are o culoare roz-cărniu și este acoperită cu puf embrionar rar, relativ lung și sur-fumuriu foarte deschis, situat pe aceleași pterile ca și la puii lăstunului de casă și rândunicii obișnuite. În a patra zi de viață puii încep să deschidă ochii, iar în a șaptea zi se formează orificiile conductelor auditive. Greutatea puilor crește până în a 15-a zi de viață și apoi scade treptat. La început părinții, mai ales femela, stau mult timp în cuib cu pui: în prima zi a vieții lor părinții rămân cu ei ⅘ din timpul zilei, în a cincea și a șasea zi - ⅔, apoi din ce în ce mai puțin.
Puii sunt protejați și hrăniți cu sârguință de ambii părinți, mai mult de femelă când sunt mai mari. La început părinții îi hrănesc în interiorul cuibului, determinându-i să ceară mâncare prin strigăte. Mai târziu, când au vârsta de 16 sau 17 zile, puii se deplasează spre tunelul de intrare în cuib pentru a fi hrăniți de către părinți și la sfârșitul perioadei de ședere în cuib își scot capul afară. În acest timp părinții de obicei se așază pe marginea intrării în cuib pentru a hrăni puii.
În Spania părinții vizitează cuibul de 53 ori pe zi aducând mâncare puilor în vârstă de 3 zile, de 72 ori pe zi în a 8-a zi de viață a puilor, de 138 ori pe zi în 13-a zi de viață a puilor, de 82 ori pe zi în 18-a zi de viață a puilor, iar în Bulgaria părinții aduc hrană puilor din cuib în vârstă de 5 zile de 9,4 pe oră, puilor în vârstă de 10 zile de 22,8 pe oră, puilor în vârstă de 15 zile de 24,5 pe oră. În Siberia după a 7-8 zi de viață a puilor, la trei pui dintr-o pontă părinții aduceau mâncare de 14 ori pe oră, iar la cinci pui din altă pontă de 17 ori pe oră.
Puii părăsesc cuibul după 26-27 de zile de la eclozare, dar pot părăsi cuibul și după 20 de zile. Puii care au devenit zburători și au părăsit cuibul sunt hrăniți de către părinți încă cel puțin 5-6 zile și rămân cu ei 8-9 zile. Puii se întorc în cuib seara pentru a se odihni împreună cu părinții 2-3 săptămâni după au devenit zburători.  După această perioadă, numai părinții se întorc la cuib seara. Puii continuă să rămână împreună în grupuri până la migrație.

### Succesul reproductiv
Succesul reproductiv este mare, într-un studiu efectuat de Lope Rebollo în Spania din ouăle depuse au ieșit din găoace circa 80% de pui și 74,4% din ei au devenit zburători, în medie fiecare pereche scoate 6,38 pui capabil să zboare într-un sezon de cuibărit.
Cuiburile rândunicii roșcate sunt adesea ocupate de vrabia de casă (Passer domesticus), vrabia de câmp (Passer montanus), drepneaua cu târtiță albă (Apus caffer), capîntortură (Jynx torquilla), pârșul de pădure cu coada stufoasă (Dryomys nitedula), uneori în ele se instalează viespile.
Cuiburile din vestul Turciei sunt hiperparazitate de căpușe din specia Ornithodoros lahorensis. Această căpușă este un parazit obișnuit în vestul Turciei, asociat de cele mai multe ori cu turmele de oi.
A fost înregistrată o pasăre în vârstă de șapte ani. Longevitate maximă după datele de inelare este de aproximativ 9 ani.

## Deplasările sezoniere
Rândunica roșcată este o pasăre migratoare în părțile nordice ale arealului, dar predominant sedentară în sudul arealului. Se adună după reproducere în mici cârduri formate din zeci sau sute de indivizi, adesea cu alte hirundinide (Hirundinidae) și drepnele (Apodidae). Păsările bătrâne se întorc în locurile de cuibărit singure sau în perechi și sosesc înaintea păsărilor tinere.
Populațiile nordice ale rândunicii roșcate sunt migratoare și sunt doar oaspeți de vară în locurile de cuibărit din martie-aprilie până în septembrie-octombrie, părăsesc locurile de cuibărit în principal în septembrie și octombrie și se întorc în ele în martie și aprilie.
Cartierele de iernare ale subspeciilor sunt încă neelucidate, deoarece locurile de iernare ale diferitelor subspecii se suprapun în timpul iernii și ele sunt greu de distins pe teren, dar în ansamblu locurile de iernare se extind din Africa până în sud-estul Asiei și recent a fost găsită că iernează la sud până în nordul Australiei.
Locurile de iernare ale subspeciei rufula nu sunt cunoscute. Populațiile cuibăritoare din Europa și vestul Asiei ale subspeciei rufula probabil iernează în centura savanei din nordul regiunii afrotropicale (Africii tropicale) în două cartiere de iarnă. Populațiile cuibăritoare din vestul Europei (Spania și Portugalia) și Maroc probabil iernează în partea vestică a savanei africane, iar cele din sud-estul Europei și sud-vestul Asiei iernează în partea estică a savanei africane, în bazinul Nilului. Trec în pasaj în număr mare peste Strâmtoarea Gibraltar în aprilie și septembrie și prin estul Mediteranei în martie-aprilie și septembrie. În timpul migrației sunt înregistrate în estul Mediteranei, nordul Africii, dar rar în Tunisia și Libia. Este o pasăre migratoare comună iarna în nord-estul Etiopia și zonele montane vestice ale acesteia și a fost înregistrată în Ciad, Mali și Senegal.
Subspeciile din estul Asiei (subspecia nominată daurica și subspecia japonica) sunt înregistrate în timpul iernii din Nepal și nord-estul Indiei spre est până în sud-estul Asiei, dar se întâlnesc rar iarna în zonele sudice din Indochina și vestul Malaeziei. Cartierele de iarnă ale subspeciei daurica sunt neclare, dar subspecia este prezentă iarna în nord-estul Indiei, Himalaia și Indochina; de asemenea hoinărește la nord în provincia Heilongjiang și la sud până în nord-estul provinciei Jilin din China. Subspecia japonica iernează în sudul arealului de reproducere și în India, nordul Tailandei și probabil în nordul Indochinei. A fost înregistrată pentru prima dată că iernează în nordul Australiei în 1983, probabil subspecia japonica (un exemplar a fost confirmat ca atare).
Populațiile din India, Sri Lanka și unele părți din sudul Chinei și Japonia nu migrează și sunt în mare parte sedentare, dar există unele deplasări sezoniere locale după sezonul de cuibărit. Subspecia himalaiană nipalensis iernează în întreaga Indie și nordul Birmaniei (Myanmarului) și coboară după sezonul de cuibărit la altitudini mai joase.
Statutul migrator al subspeciilor africane nu este pe deplin cunoscut. În multe părți ale arealului african specia este probabil sedentară pe tot parcursul anului, dar există unele deplasări sezoniere după sezonul de cuibărit, de ex. în Sudan și Nigeria și apar sezonier în unele localități din estul Africii. În Nigeria este un oaspete la sfârșitul sezonului uscat sau la începutul sezonului ploios în zonele sud-vestice, iar în Zaria numărul lor scade în afara sezonului de cuibărit. Variații sezoniere similare sunt cunoscute în estul Africii. Apariții accidentale sunt înregistrate din când în când în sudul Africii.
Hoinărește adesea în afara arealului în vestul, nordul și centrul Europei, până în Insulele Britanice (regulat din 1964), Olanda, Polonia, Scandinavia și Islanda și în insulele din Oceanul Atlantic - în Azore și Insulele Canare. Indivizii hoinari sunt adesea raportați primăvara când se întorc din locurile de iernare, dar există și câteva înregistrări a lor toamna.

## Statutul și conservarea
Specia nu este amenințată cu dispariția la nivel global (LC după criteriile IUCN).
Este comună în cea mai mare parte a arealului; rară sau comună în unele locuri din vestul Africii; prezentă doar pe alocuri în estul Africii, unde se întâlnește în câteva zone protejate din Tanzania.
Mărimea populației este puțin cunoscută. Populația europeană este estimată la 1.450.000-3.340.000 de perechi, ceea ce echivalează cu 2.900.000-6.680.000 de indivizi maturi. Însă, Europa reprezintă o parte foarte mică (circa 5%) din arealul global. Prin urmare este probabil că populația globală a speciei să fie 10.000.000-500.000.000 de indivizi maturi. Majoritatea populației europene se află în Iberia și Peninsula Balcanică.
Deși în perioada 1970-1990 populația europeană a înregistrat scăderi în Albania și Grecia, acestea au fost compensate de creșterile din perioada 1990-2000 din Spania și Portugalia. În prezent trendul general al populației este stabil.
Populația cuibăritoare din România numără între 500 și 1.500 de perechi clocitoare.
Își extinde arealul și folosește din ce în ce mai des locurile de cuibărit artificiale, însă este mai puțin dependentă de acestea comparativ cu rândunică (Hirundo rustica). Este comună în orașele din Africa Subsahariană, dar în anumite părți ale arealului, de ex. în Pakistan, cuibărește în principal pe abrupturile verticale ale stâncilor. În Israel s-a răspândit începând cu anii 1960 de la zonele muntoase până în așezările omenești din câmpie.
Arealul din Europa s-a extins spre nord din anii 1920 în Iberia, când a început să cuibărească mai la nord în Portugalia și Spania (acum cuibărește aici adesea pe poduri) și din anii 1950 în Balcani. A avut loc o extindere mare a arealului în 1970-1990 în Portugalia, Bulgaria și România și o extindere mai mică în Franța începând cu anii 1980. Și-a extins arealul în Italia și Corsica. A început să cuibărească în centrul Spaniei din 1951-1953, în nordul Spaniei din 1960, în Corsica din 1962, în sudul Franței continentale din 1965 (de la mijlocul anilor 1970 câteva perechi cuibăresc regulat aici), în Sardinia din 1965, în România din 1975 și recent în Slovenia. În Insulele Baleare a început să cuibărească din 2007.
Populația europeană estimată de perechi cuibăritoare.
| Țara (sau teritoriul) | Populația estimată (perechi cuibăritoare) | Anul estimării |
| --------------------- | ----------------------------------------- | -------------- |
| Albania               | 10.000-30.000                             | 2002-2012      |
| Azerbaidjan           | Prezent                                   |                |
| Bosnia și Herțegovina | 100-300                                   | 2010-2014      |
| Bulgaria              | 23.000-40.000                             | 2005-2012      |
| Croația               | 500-1.000                                 | 2014           |
| Cipru                 | 3.000-8.000                               | 2001-2013      |
| Franța                | 150-200                                   | 2008           |
| Grecia                | 160.000-230.000                           | 2007-2013      |
| Italia                | 15-40                                     | 2007           |
| Kosovo                | 100-250                                   | 2009-2014      |
| Macedonia             | 10.000-30.000                             | 2001-2012      |
| Muntenegru            | 250-500                                   | 2002-2012      |
| Portugalia            | 10.000-50.000                             | 2008-2012      |
| România               | 500-1.500                                 | 2001-2013      |
| Serbia                | 1.100-1.400                               | 2008-2012      |
| Slovenia              | 3-5                                       | 2002-2012      |
| Spania                | 1.200.000-2.860.000                       | 2004-2006      |
| Turcia                | 30.000-90.000                             | 2013           |
| Uniunea Europeană     | 1.400.000-3.190.000                       |                |
| Europa                | 1.450.000-3.340.000                       |                |

În Japonia și-a extins arealul spre nord din anii 1950, în nordul insulei Honshu și în insula Hokkaido. S-a înregistrat cuibărirea speciei în nord-estul Vietnamului în 2009.
În plus, se înregistrează un număr din ce în ce mai mare de apariții accidentale în timpul vagabondajului în vestul, centrul și nordul Europei.
Extinderea arealului se datorează probabil schimbărilor climatice sau utilizării din ce în ce mai mult a unor locuri artificiale pentru cuibărit, cum ar fi podurile și clădirile abandonate de la țară, sau o combinație a acestor factori.
Amenințări potențiale. Construire cuibului la înălțime foarte mică în clădiri și alte amenajamente care poate fi  distrus de răuvoitori sau inconștient de către om. Pierderea sau alterarea habitatelor. Alterarea resurselor trofice datorită folosirii insecticidelor și erbicidelor. Managementul neadecvat a carierelor și stâncăriilor.
Măsuri de conservare necesare. Interzicerea activităților care cauzează alterarea habitatelor de hrănire și reproducere a speciei. Interzicerea căilor neautorizate, de-a lungul stâncăriilor unde cuibărește specia. Limitarea construirii carierelor și a altor infrastructuri industriale în zona de reproducere a rândunicii roșcate. Evitarea folosirii erbicidelor puternice, care reduc diversitatea speciilor cu care se hrănesc și bioacumularea acestor erbicide care cauzează în mod secundar otrăvirea rândunicii roșcate. Reducerea folosirii insecticidelor, a fertilizatorilor pe bază de azot sau a altor substanțe toxice în zonele de hrănire a rândunicii roșcate. Reglementare activităților turistice în zonele de importanță ridicată pentru specie (mai ales în perioada de reproducere și creștere a puilor) sau chiar interzicerea acestor activități. Stabilirea rutelor de agrement împreună cu asociațiile și grupurile care practică turismul și sportul în aer liber, cu scopul de a evita perturbarea rândunicii roșcate. Interzicerea construirii de parcuri eoliene în apropierea zonelor de reproducere sau de hrănire și în zonele intens folosite de către rândunica roșcată. Inventarierea zonelor de reproducere actuale și potențiale ale rândunicii roșcate. Identificarea zonelor importante pentru conservarea speciei. Promovarea studiilor referitoare la biologia rândunicii roșcate, inclusiv ale parametrilor demografici.

## Legături externe

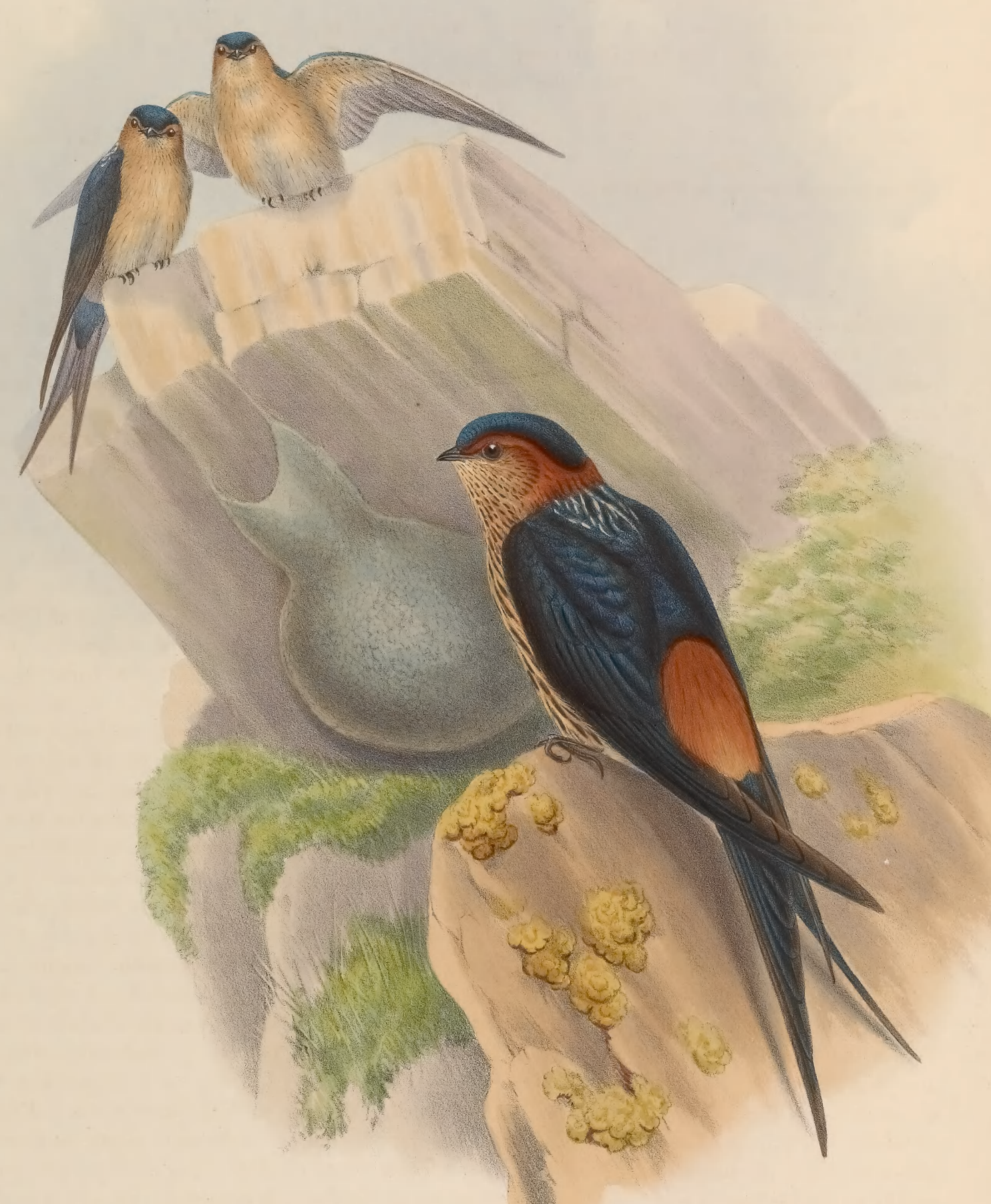
Rândunica roșcată (Cecropis daurica, supspecia daurica) după John Gould
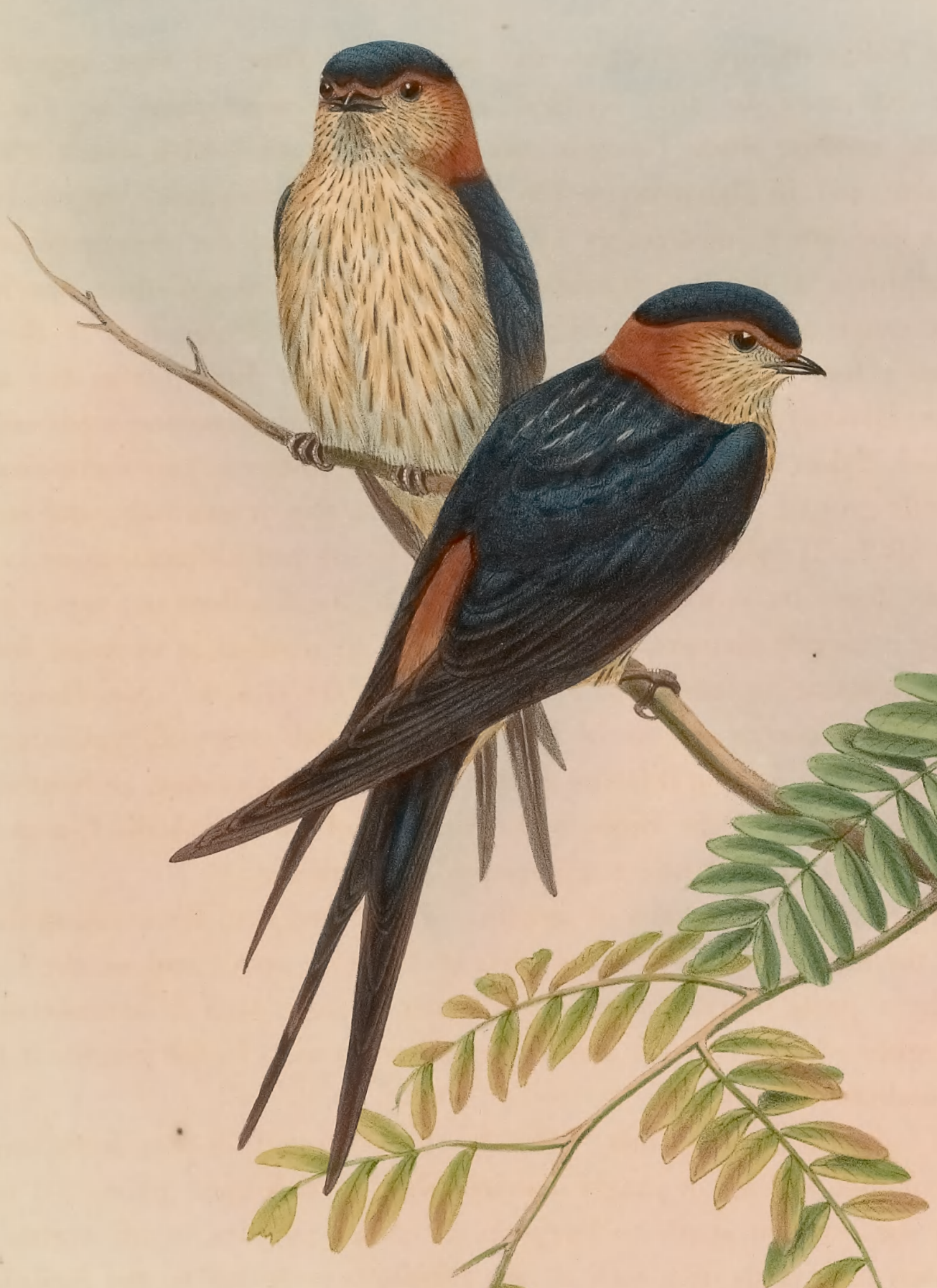
Rândunica roșcată (Cecropis daurica, supspecia erythropygia) după John Gould
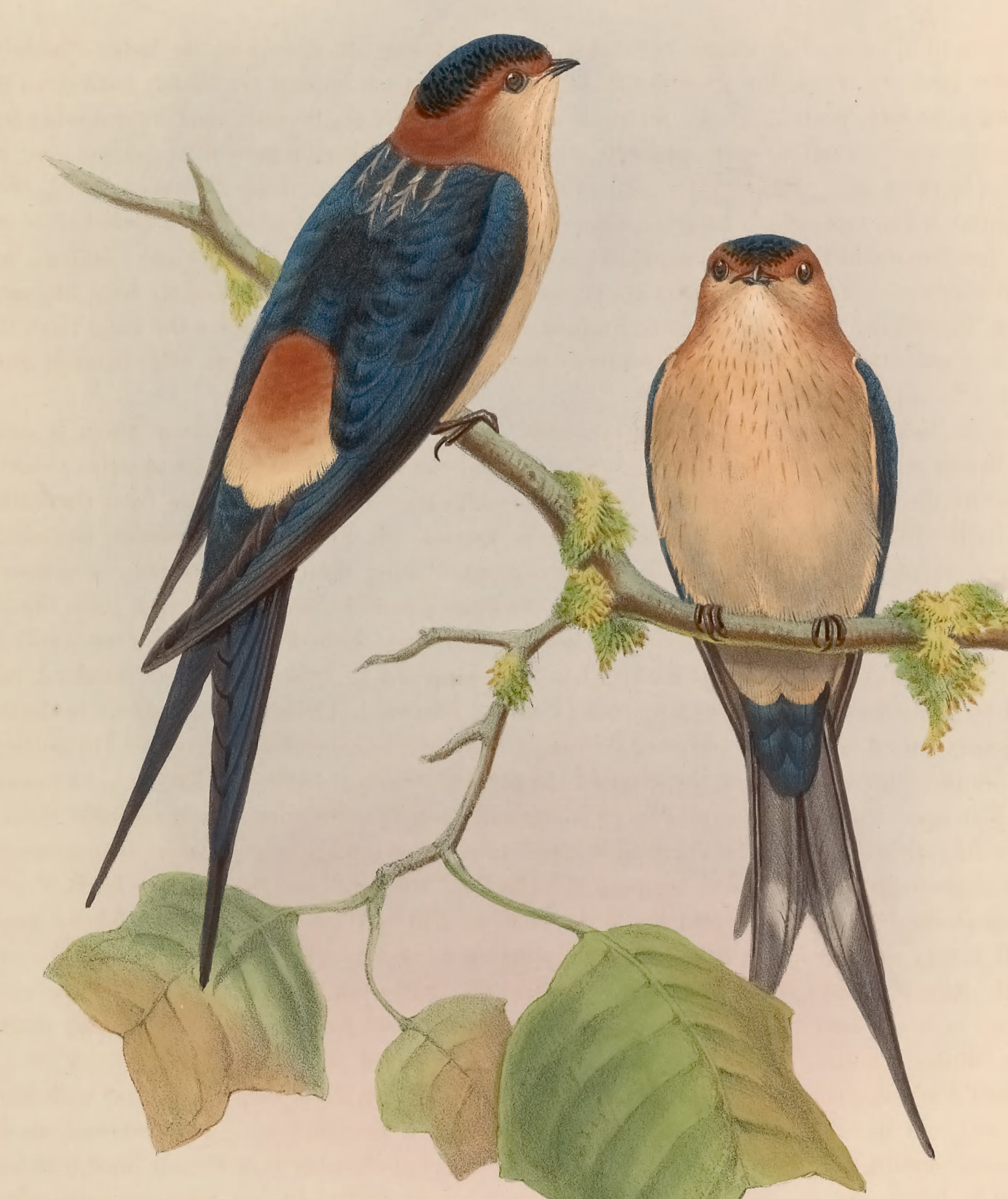
Rândunica roșcată (Cecropis daurica, supspecia rufula) după John Gould
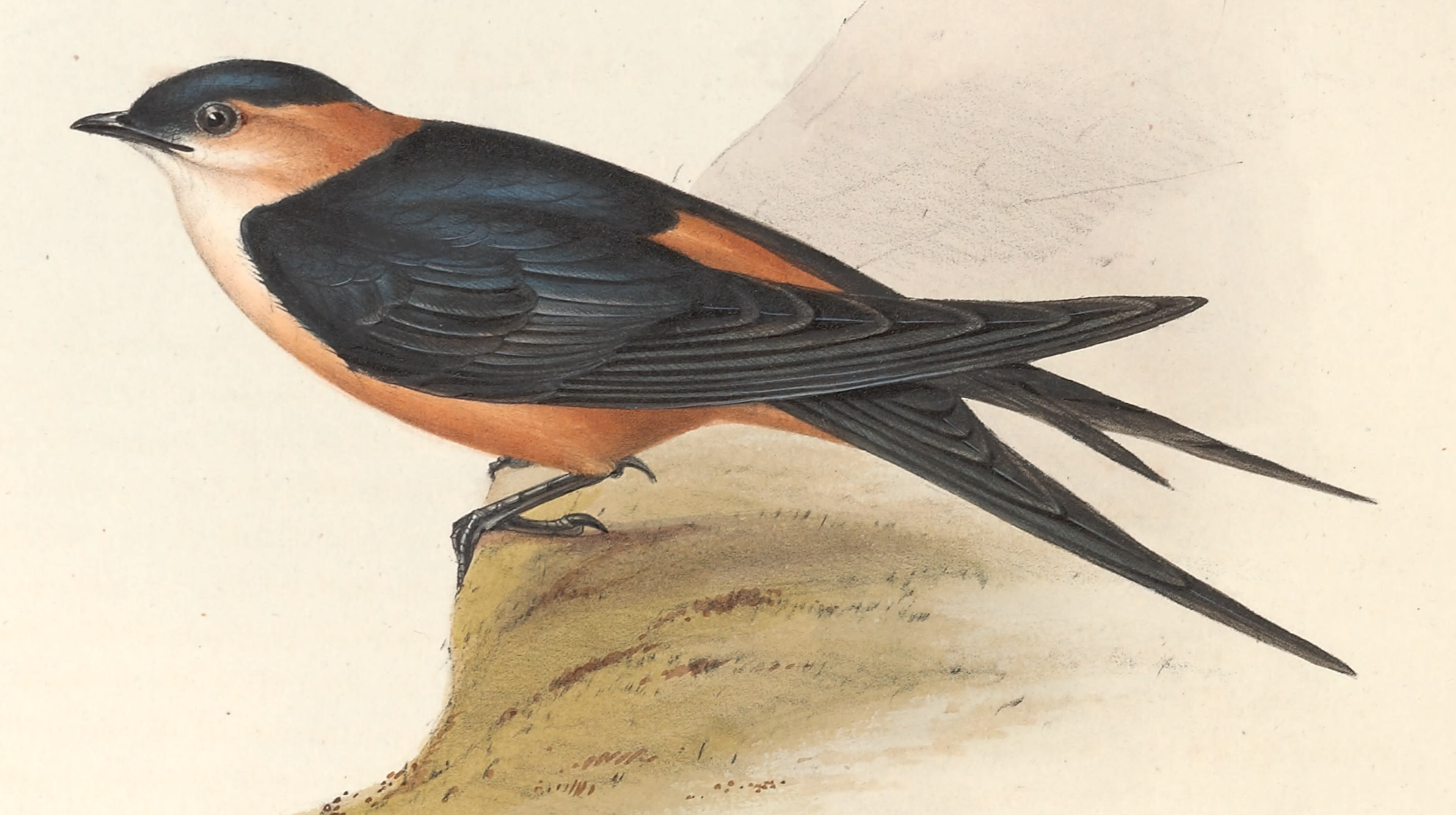
Rândunica roșcată (Cecropis daurica, supspecia rufula) după John Gould
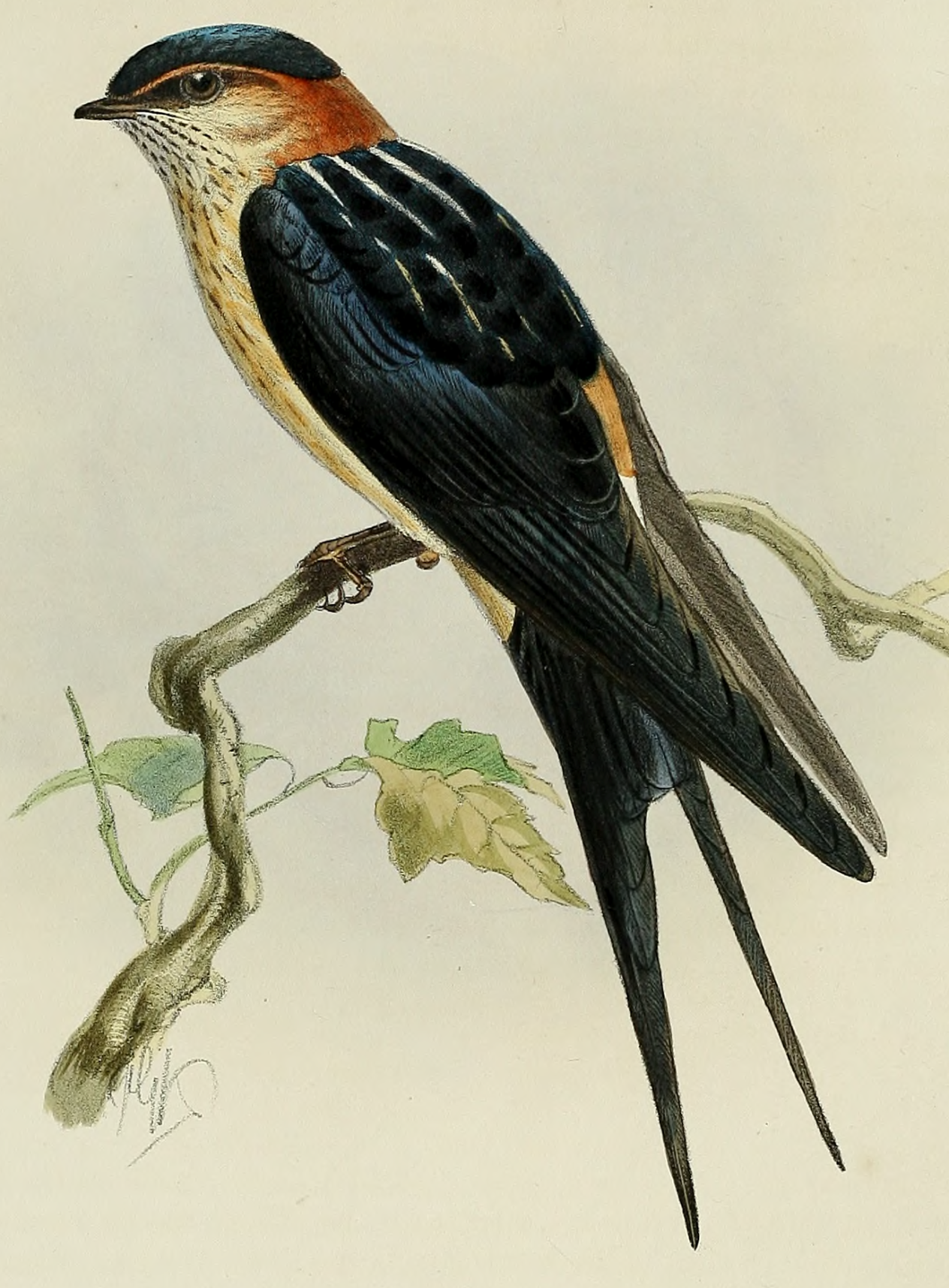
Rândunica roșcată (Cecropis daurica, supspecia rufula) după Dresser
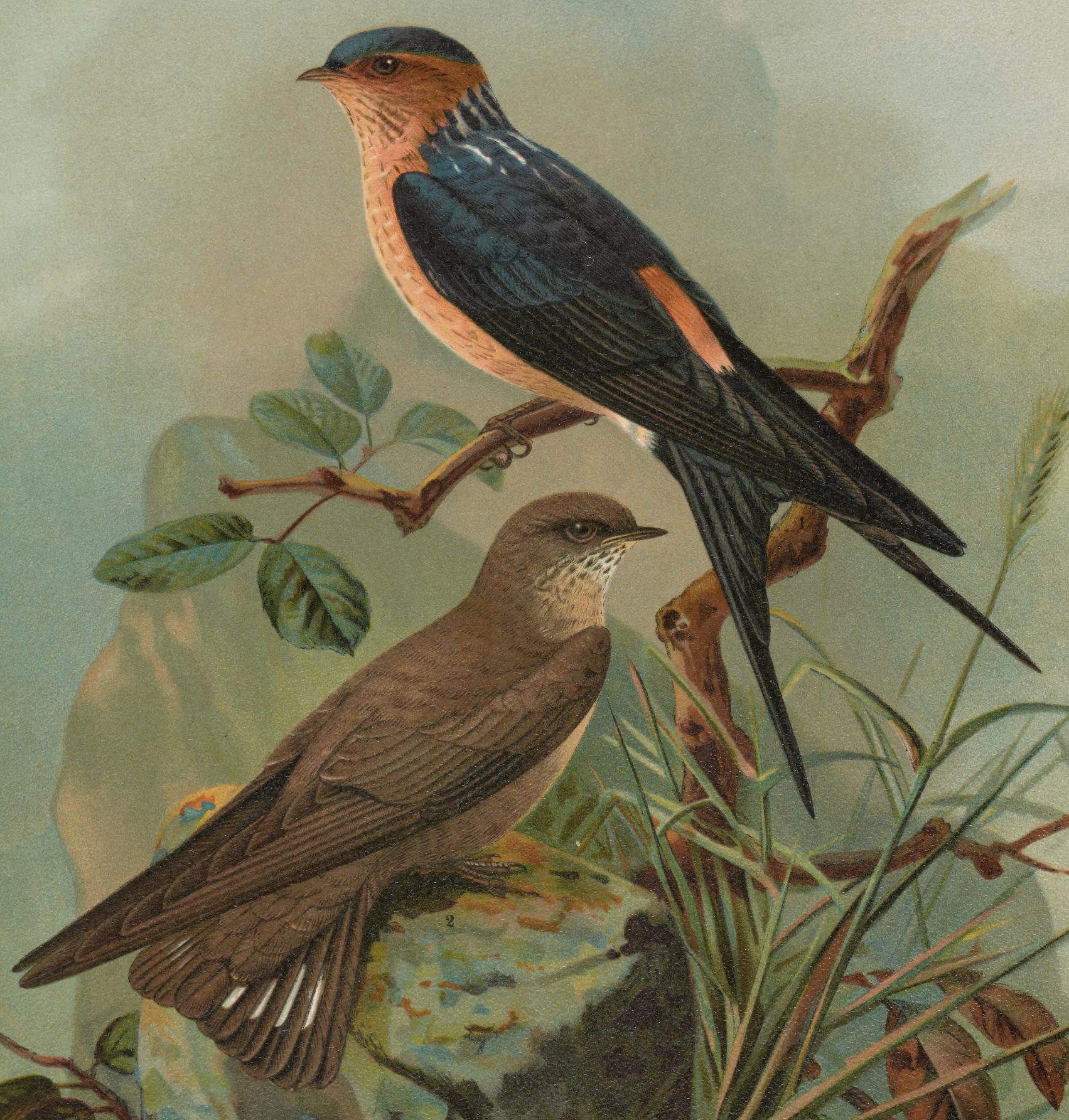
1. (sus) Rândunica roșcată (Cecropis daurica, supspecia rufula); 2. (jos) Lăstunul de stâncă (Ptyonoprogne rupestris) după Naumann